# Unità militare aerea
Le unità militari aeree hanno una storia relativamente recente, visto che la loro origine è legata alla nascita dell'aeroplano e quindi all'inizio del Novecento. In effetti, in precedenza vi sono stati vari utilizzi di aerostati frenati, usati come osservatori volanti per dirigere il tiro dell'artiglieria e osservare la disposizione tattica degli schieramenti sul campo di battaglia, ma erano al massimo visti come una dipendenza dell'artiglieria o dello stato maggiore piuttosto che unità organiche.

## I pionieri

### Gli aerostati sul campo di battaglia

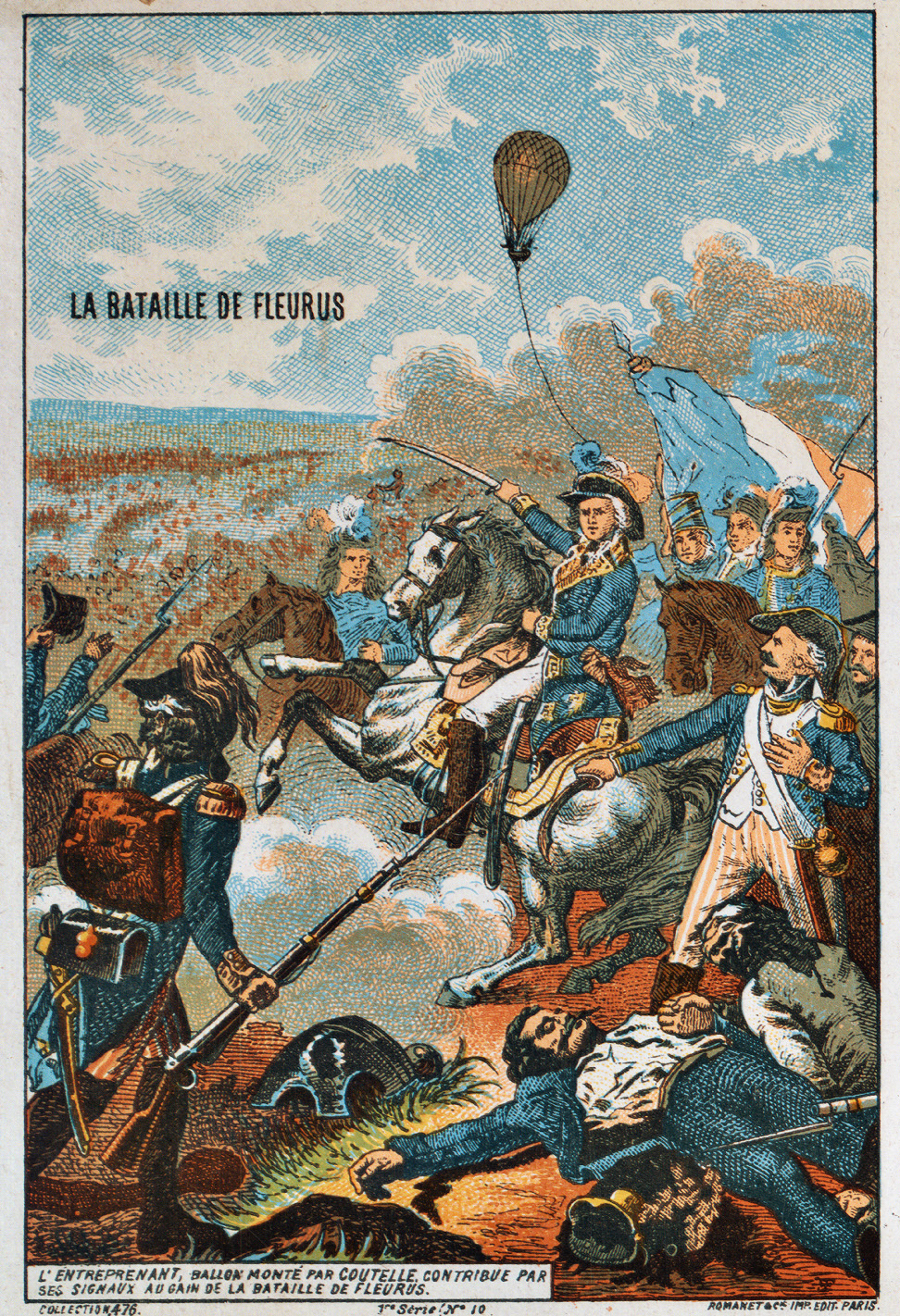
Il pallone da osservazione L'Entreprenant a Fleurus nel 1794.

Il primo impiego di un mezzo di osservazione aerea avvenne da parte delle forze francesi nella battaglia di Fleurus. Si trattava di una mongolfiera.
L'impiego dei palloni da osservazioni divenne significativo solo a partire dalla guerra di secessione americana, in cui fecero la loro comparsa l'Union Army Balloon Corps e l'omologo Servizio aereo confederato.
Prima che si diffondesse l'uso come mezzo da osservazione, il pallone aerostatico vedeva già la nascita del suo impiego come strumento offensivo, come pallone bomba. A sperimentarlo furono le forze Impero austriaco contro la Repubblica di San Marco nel 1849. Si trattava di palloni di carta ad aria calda, provvisti di cariche a tempo. Il danno fu più psicologico che reale.

### La nascita dell'aereo e le prime squadriglie sperimentali

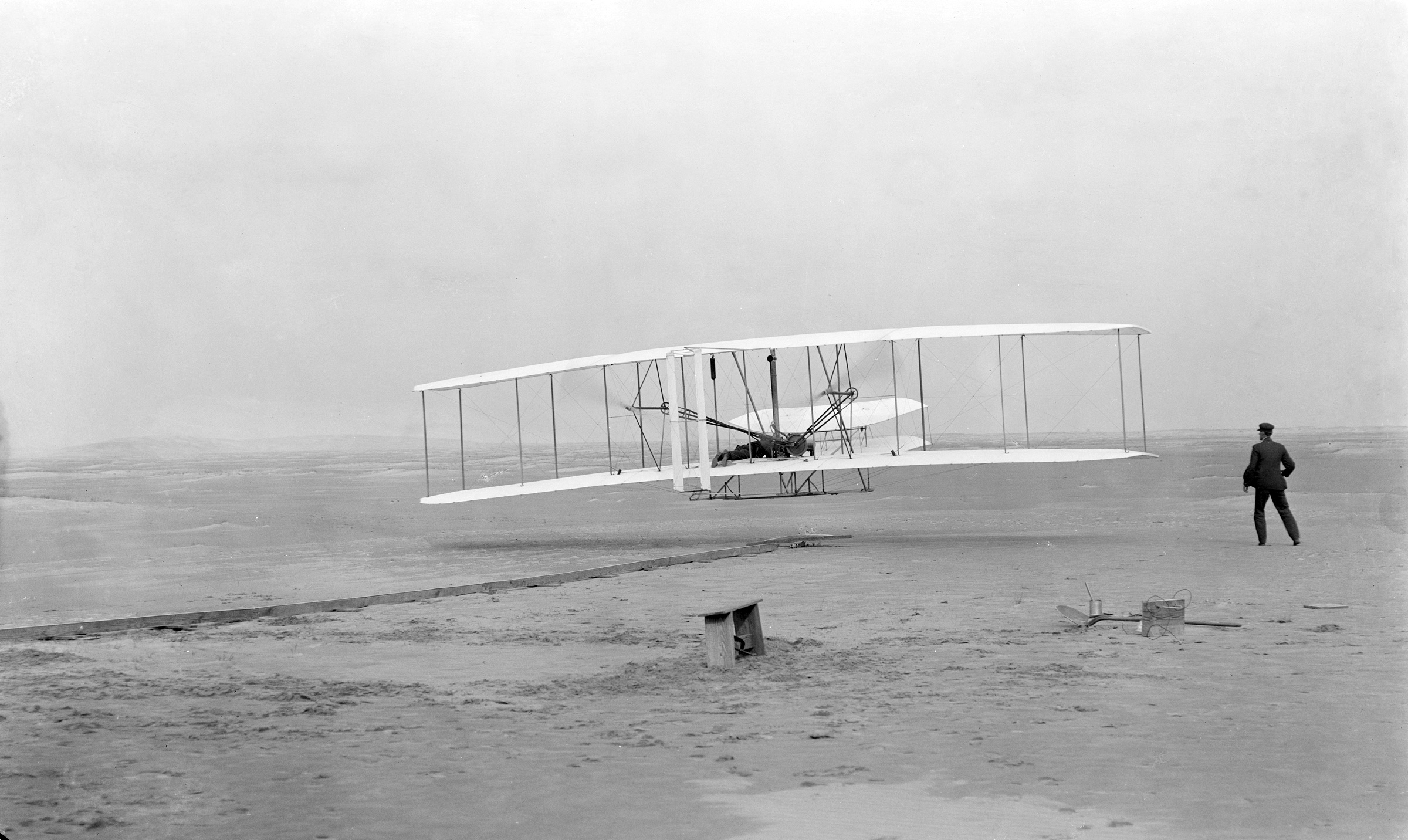
Il Flyer 1 dei fratelli Wright.

I fratelli Wright (pur non essendo militari), creatori del primo aeroplano, il Flyer I, videro le loro ricerche finanziate dal War Department (il ministero della guerra statunitense). Questo avvenne però solo alcuni anni dopo il primo volo del 17 dicembre 1903, in quanto i fratelli Wright furono molto attenti a tutelarsi con brevetti e battaglie legali, tanto da bloccare nei fatti lo sviluppo di velivoli statunitensi; infine gli Stati Uniti entrarono nella prima guerra mondiale con macchine di produzione francese, nonostante vari voli di prova avessero consolidato la fama dei fratelli Wright come costruttori. Il primo reparto di aviazione statunitense (una compagnia provvisoria) fu comunque istituito, nell'ambito della Maneuver Division operante in contrapposizione alla Rivoluzione messicana, il 5 aprile 1911.
Le squadriglie aeree nacquero come un'estensione dell'arma di cavalleria o genio o di artiglieria, da cui il nome dei reparti.

### La guerra italo-turca, il primo uso congiunto di aerei, dirigibili ed aerostati
Durante la guerra italo-turca, il Regio Esercito effettuò il primo impiego operativo di forze aeree, non solo aerostati, ma anche dirigibili ed aerei. I palloni da osservazione erano già stati utilizzati nel 1888, per l'osservazione del tiro dell'artiglieria nella campagna di Eritrea, primo impiego operativo da parte del Regio Esercito.
Il primo volo bellico di un aereo, guidato dal comandante Carlo Maria Piazza avvenne il 23 ottobre 1911, mentre la prima azione di bombardamento venne effettuata da Giulio Gavotti il 1º novembre dello stesso anno durante la guerra di Libia. Sempre durante questa guerra si registrò il primo pilota militare morto in azione, il sottotenente Manzini, che il 25 agosto precipitò in mare davanti a Tripoli con il suo aereo.

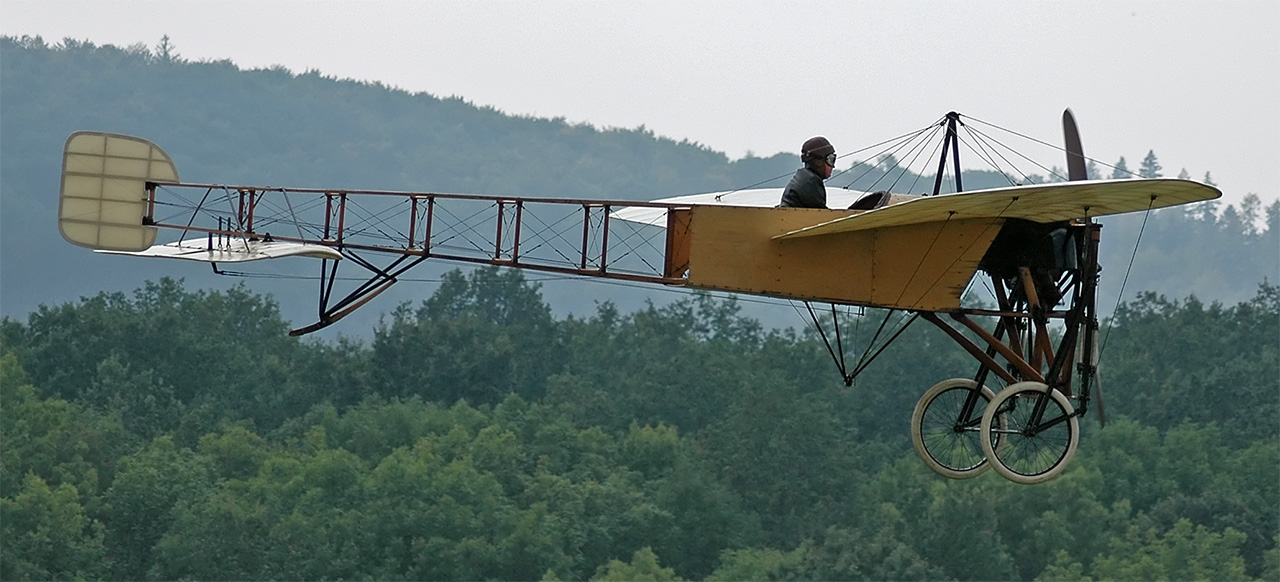
Una replica di un Blériot XI costruita in Svezia tra il 1914 e il 1918, e ancora funzionante nel 2005; questi velivoli vennero utilizzati anche nella guerra di Libia.

Nella guerra italo-turca l'Italia utilizzò tre dirigibili, due a Tripoli ed uno a Bengasi, per missioni di ricognizione e bombardamento, per un totale di 136 missioni con il lancio di 360 bombe. In effetti, mentre le missioni di bombardamento avevano un effetto per lo più psicologico, i risultati della ricognizione erano reali ed immediati, rispetto a quanto si poteva ottenere da unità a terra distaccate allo scopo.

## La prima guerra mondiale
All'inizio della prima guerra mondiale l'aviazione aveva un impiego unicamente per le missioni di ricognizione, ed i piloti viaggiavano praticamente disarmati. Nel corso della guerra di Libia si era già visto che il fuoco delle truppe a terra poteva rappresentare un pericolo per gli aerei, quindi inizialmente non furono effettuate missioni di attacco. Questa situazione non durò a lungo, in quanto ben presto gli aerei furono forniti di dispositivi atti allo sgancio di bombe (per l'attacco al suolo) da quote tali da non poter essere impensieriti dalla fucileria nemica e di mitragliatrici montate in modo tale da poter impegnare veicoli similari nemici (per le operazioni di intercettazione). In questo modo l'arma aerea nel corso della guerra sviluppò le principali specialità di impiego degli aerei, ed alla fine erano presenti (più o meno fornite, ma comunque sempre ben distinte le une dalle altre) le seguenti specialità
- Ricognizione (terrestre e marittima, quest'ultima su idrovolanti)
- Attacco al suolo (tattico)
- Caccia
- Bombardamento (strategico)

Per rendersi conto del peso delle varie componenti nelle forze aeree può essere utile l'indicazione della composizione delle forze aeree italiane e austroungariche alla vigilia della battaglia del Piave (giugno 1918). Erano presenti per gli austroungarici circa 530 aerei, il 40% da ricognizione tattica, meno del 20% da ricognizione strategica, meno del 30% da caccia e 72 da bombardamento. Sul fronte dell′VIII armata e della III armata italiane erano presenti 434 aerei, il 40% da ricognizione, circa 150 da caccia e 44 da bombardamento. Gli aerei italiani erano distribuiti con 18-19 squadriglie da ricognizione e 8 squadriglie da caccia a disposizione dei comandi delle due armate, 12 velivoli da ricognizione strategica (squadriglia Serenissima), 4 squadriglie da caccia e tutti gli aerei da bombardamento a disposizione del Comando Superiore Aeronautica (organo del Comando Supremo).
Dato questo sviluppo dell'impiego già prima della fine della guerra la Gran Bretagna aveva costituito le sue unità aeree in un'arma separata (la RAF), seguita nel tempo dalle altre nazioni. Gli Stati Uniti furono fra le ultime nazioni a creare una propria arma aerea, dato che l'USAF fu costituita solo nel 1947; in questo periodo, il servizio aereo dell'esercito era l'Aviation Section, U.S. Signal Corps.

### Il primo impiego strategico dell'aviazione

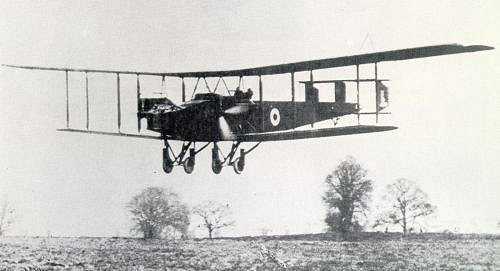
Un Handley Page Type O/400 atterra alla base RAF di Andover nel 1918.

La prima guerra mondiale vide nascere anche l'impiego dell'aereo per il bombardamento strategico. Le prime azioni furono condotte da italiani, tedeschi, britannici e francesi (con appoggio italiano).
I tedeschi con i loro dirigibili Zeppelin e i bombardieri Gotha G.IV (Operazione Türkenkreuz - I raid dei Gotha) bombardarono Londra diverse volte con effetti più psicologici che reali, i britannici con i loro Handley Page Type O bombardarono stazioni ferroviarie ed impianti a qualche centinaio di chilometri dal fronte così come la base della Hochseeflotte a Kiel, costringendo anche a distrarre aerei ed artiglieria dalla prima linea.
L'Italia impiegò i trimotori Caproni Ca.33 con azioni contro il porto di Pola, e gli stessi aerei furono impiegati sul fronte francese, arrivando anche a bombardare Friedrichshafen, sul lago di Costanza.

### La nascita dei primi corpi specialistici
Tra i primi, i Royal Flying Corps britannici che insieme al Royal Naval Air Service (RNAS), il 1º aprile 1918 diedero origine alla Royal Air Force. L'insieme di unità assegnate al servizio con la Royal Navy, denominato Fleet Air Arm, nel 1937 ritornò sotto la giurisdizione dell'Ammiragliato britannico come Naval Air Branch, fino al 1952 quando ha riassunto il suo nome originario.

### Esperimenti sull'uso degli aerei imbarcati

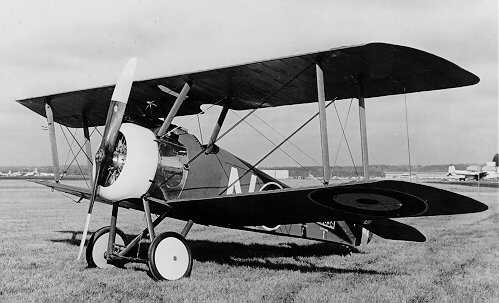
Un Sopwith Camel, il protagonista del raid di Tondern.

I britannici già durante la prima guerra mondiale utilizzarono le portaerei come armi offensive, attraverso l'uso degli aerei imbarcati; il primo attacco compiuto da aerei lanciati da una portaerei fu il raid di Tondern, in cui nove biplani Sopwith Camel decollati in due ondate dalla portaerei Furious distrussero due hangar, uno dei quali con due dirigibili Zeppelin. Uno dei piloti morì, mentre gli altri cercarono di tornare alla portaerei, nei pressi della quale alcuni ammararono per poi essere recuperati dalle unità di scorta; infatti non esisteva la possibilità di atterraggio notturno sulle portaerei.

### Dirigibili ed aerostati

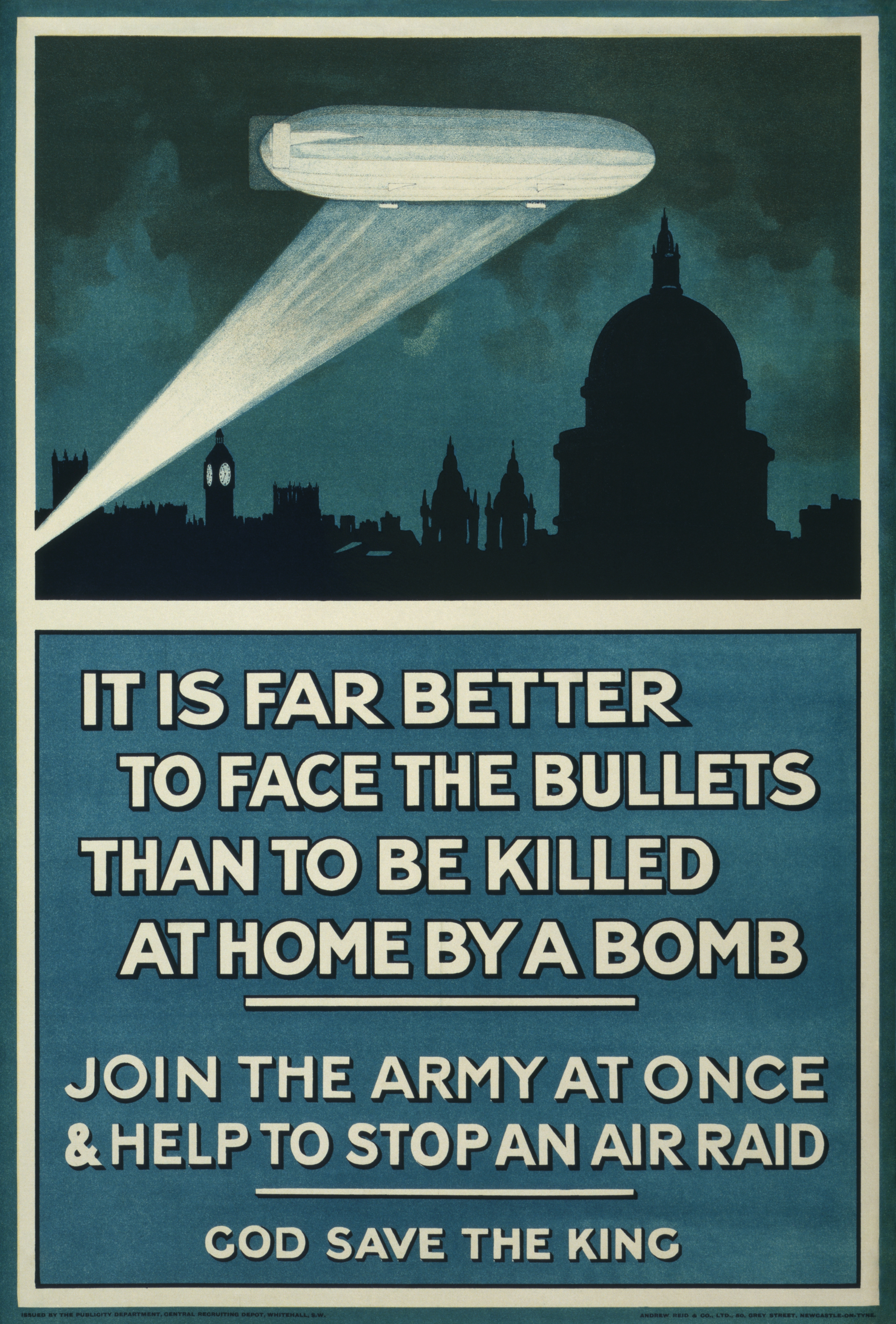
Manifesto britannico per l'arruolamento, facente leva sulla minaccia dei raid degli Zeppelin
Il manifesto recita "È molto meglio trovarsi di fronte ai proiettili che essere uccisi a casa da una bomba - Entra nell'esercito e aiuta a fermare un attacco aereo - Dio salvi il Re

La prima guerra mondiale vide un ampio uso di palloni di osservazioni su tutti i fronti, sia terrestri che marittimi. Significativo fu anche l'impiego dei dirigibili. Il più massiccio utilizzatore fu l'Impero britannico che utilizzò non meno di 211 dirigibili per pattugliamento marittimo e l'Impero tedesco, con circa 100 dirigibili.
I britannici utilizzarono dirigibili flosci, e sperimentarono alcune unità rigide, mentre i tedeschi impiegarono principalmente i rigidi Zeppelin, ed in minor numero gli Schütte-Lanz, rigidi, ed i Parseval, per compiti di ricognizione e bombardamento strategico.
Anche Italia e Francia impiegarono nel conflitto decine di dirigibili, ed il loro sviluppo continuò durante tutto il conflitto, mentre gli Stati Uniti d'America volarono assieme alle unità britanniche e francesi. L'Impero russo che all'inizio del conflitto disponeva di una decina di unità, utilizzò dirigibili durante la guerra, ma in modo piuttosto limitato. L'unica delle grande potenze a non impiegare dirigibili durante la guerra fu l'Impero austro-ungarico che aveva cessato ogni operazione con i dirigibili militari, dopo l'incidente del Körting M.III il 20 giugno 1914. Il dirigibile subì una collisione in volo con un biplano Farman HF.20, che stava effettuando un passaggio ravvicinato.
La prima guerra mondiale vide l'uso del dirigibile per il bombardamento strategico da parte della Kaiserliche Marine (Marina da guerra tedesca) usò più volte i dirigibili per bombardare l'Inghilterra, inizialmente utilizzando anche dirigibili dell'esercito. Nei primi mesi di guerra il ministro della Marina von Tirpitz era contrario all'uso del dirigibile per il bombardamento sul suolo inglese, ritenendo che i vantaggi militari non avrebbero compensato l'indignazione mondiale per le eventuali vittime civili. Tuttavia, dopo una serie di insistenze del responsabile dei reparti di dirigibili (Comandante Strasser) ed un preciso ordine del Kaiser, diede il suo consenso, ed il 19 gennaio 1915 tre dirigibili partirono dal suolo tedesco per una missione contro il suolo britannico, uno dei tre (LZ.6) abbandonò la missione per guasti meccanici, ma gli altri due (LZ.3 e LZ.4) attaccarono la città di Yarmouth (nell'isola di Wight). Intanto l'esercito usava i suoi dirigibili sul territorio francese, bombardando, il 20 marzo, Parigi, che, sorpresa con le luci cittadine ancora accese, subì pesanti danni. Il primo dirigibile fu abbattuto sul Belgio il 6 giugno, era il dirigibile L.37, sorpreso in fase di discesa ed attaccato dall'alto con bombe. Il 10 agosto 5 dirigibili decollarono con obiettivo Londra, ma non riuscirono a raggiungere l'obiettivo ed uno fu costretto ad ammarare presso Dover. Intanto la marina tedesca metteva a punto un sistema di autolocalizzazione dei dirigibili mediante triangolazione radio. Il 2 settembre 1916, in occasione di un attacco massiccio al suolo inglese, condotto con 12 dirigibili della marina e 4 dell'esercito, veniva abbattuto il primo dirigibile tedesco (SL.11) sul suolo britannico, nel corso di quell'anno la caccia notturna britannica acquisì con sempre maggiore sicurezza la superiorità aerea sui mezzi tedeschi. Nel 1917, constatando la persistente mancanza di risultati, il reparto dirigibili dell'esercito fu sciolto, mentre la marina continuò i suoi sforzi contro il territorio inglese. Il 5 agosto 1918 moriva Strasser, abbattuto con l'LZ.70. L'ultima missione, conclusasi con l'abbattimento del dirigibile LZ.53, sul suolo inglese, fu effettuata l'11 agosto 1918. In totale i 50 dirigibili dell'esercito effettuarono, su tutti i fronti, 111 missioni, con il lancio di 164 t di bombe (60 t sulla Russia, 44 t sulla Francia e 37 t sull'Inghilterra), senza tuttavia che fossero ottenuti risultati militarmente rilevanti. Non sono noti i dati relativi ai 70 dirigibili della Marina. I risultati psicologici, almeno all'inizio della guerra furono notevoli, tanto che fino al 1916 il Regno Unito proseguì nello sviluppo di velivoli destinati unicamente all'intercettazione dei dirigibili, come il Pemberton-Billing P.B.31 Night Hawk. Inoltre il Regno Unito continuò nello sviluppo di progetti di dirigibili rigidi, ispirati agli zeppelin, fino alla fine della prima guerra mondiale, con l'obbiettivo di usarli come ricognitori d'altura.

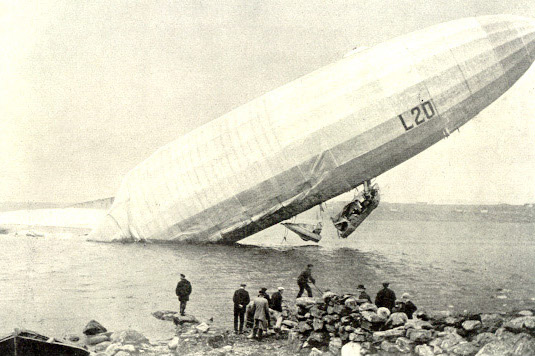
Il dirigibile L20(ex LZ-59), dopo un ammaraggio forzato sul mare del Nord il 3 maggio 1916 per aver esaurito il carburante.

La Kaiserliche Marine provò anche ad impiegare un dirigibile per una missione di rifornimento strategico a lungo raggio: da Jambol, in Bulgaria, per rifornire le truppe del generale von Lettow-Vorbeck, in Africa Orientale Tedesca, l'odierna Tanzania. La missione, con un dirigibile appositamente allestito, l'LZ 104 (l59), soprannominato Afrikaschiff, era di sola andata, lo stesso dirigibile sarebbe stato cannibalizzato per i rifornimenti. Venne annullata poco prima del completamento, ritenendo che le forze di von Lettow-Vorbeck fossero già state sconfitte. Lo Zeppelin volò per 6757 km in 95 ore.
L'impiego di aerostati per osservare il tiro proseguì nel corso della prima guerra mondiale, le sezioni mobilitate nel 1915 furono 6, arrivando a 13 nel 1916. Nel 1917 fu costituita a Venezia una Sezione Aerostatica Speciale, dipendente dall'11ª Sezione da fortezza, destinata a creare sbarramenti contro le incursioni aeree nemiche. Nel marzo 1918 erano disponibili ben 35 sezioni. Dopo la battaglia di Vittorio Veneto le sezioni furono congedate e la specialità scomparve dal Regio Esercito.
A parte l'utilizzo per l'osservazione, durante la prima guerra mondiale iniziò l'impiego di palloni frenati per l'interdizione aerea, ovvero impedire l'attacco a bassa quota di aerei nemici.

## L'evoluzione nel periodo tra le due guerre

### La teorizzazione della potenza aerea

Il generale Giulio Douhet.

Fu un italiano, il generale Giulio Douhet, a teorizzare l'impiego dell'aviazione come arma strategica. I suoi studi vennero seguiti con attenzione all'estero, mentre in Italia incontrò vari problemi, che gli costarono tra l'altro un anno di carcere militare durante la prima guerra mondiale per le sue critiche rivolte agli alti comandi per la loro incompetenza; al termine della pena gli venne dato un ruolo nel sistema degli approvvigionamenti di materiale bellico che lasciò polemicamente a causa dei suoi attriti con alcuni industriali.
Nel 1921 pubblicò Il dominio dell'aria, il suo libro più noto, che ebbe molta fortuna all'estero. Tale saggio fu oggetto di attento studio, particolarmente da parte dei fautori della nascente specialità dell'aeronautica militare come l'americano Billy Mitchell. Le forze armate britanniche invece non prestarono apparentemente attenzione al libro e gli autori inglesi ritengono sia stato Hugh Trenchard, il padre della Royal Air Force il primo teorico del bombardamento strategico, poi di fatto attuato durante la seconda guerra mondiale, sotto le direttive diSir Arthur Harris.
È da segnalare che le teorie di Douhet trovarono, fra le due guerre, un certo seguito anche nell'Unione Sovietica.
Le teorie di Douhet prevedevano l'aeronautica come l'"arma assoluta", che, da sola, avrebbe garantito il controllo totale del campo di battaglia. L'arma base per l'applicazione delle teorie di Douhet era il bombardiere strategico che, con il carico di bombe ed il suo armamento di lancio, avrebbe avuto l'unica missione di penetrare in territorio nemico e disarticolare il dispositivo sia militare sia civile della nazione. Il bombardiere strategico, nella concezione di Douhet, non aveva bisogno di unità di supporto, in quanto il suo armamento di lancio l'avrebbe garantito contro attacchi da altri aerei e la quota operativa l'avrebbe protetto da qualsiasi reazione terrestre.
Contrapposte alle teorie di Douhet, sostenute in Italia dal generale Mecozzi, erano le teorie di impiego dell'aeronautica che la vedevano principalmente come supporto tattico delle unità terrestri. L'applicazione di questa teoria era affidata a velivoli indicati come "assaltatori", corrispondenti ai cacciabombardiere e aerei da attacco al suolo attuali. Le teorie di Mecozzi erano orientate ad eliminare completamente il bombardamento strategico, per le "perdite collaterali", inevitabili in quello che sarebbe stato il bombardamento sul dispositivo civile del nemico. Coerentemente con le sue teorie Mecozzi nel 1965 rigettò il concetto della deterrenza nucleare, in quanto lo riteneva disumano.
Negli anni precedenti la seconda guerra mondiale le teorie di Mecozzi furono scarsamente considerate nell'ambito della Regia Aeronautica che, pur appoggiando le teorie di Douhet, non si volle fornire dei mezzi per attuarle, dato che il miglior bombardiere disponibile all'inizio della guerra era il S.M.79 Sparviero, realizzato in struttura mista ancora legata a legno e tela come materiale di costruzione, e comunque non progettato per quello specifico ruolo. Il quadrimotore P.108, unico vero bombardiere strategico a disposizione della Regia, fece la sua comparsa troppo tardi oltre che viziato da svariati problemi di messa a punto, mai risolti completamente anche a causa delle limitate risorse tecnologiche in cui versava l'Italia all'inizio degli anni quaranta. Questi fattori ne limitarono la quantità di esemplari prodotti, troppo esigua per attuare le teorie di Douhet. Ancora più drammatico fu il fatto che, coerentemente con l'impostazione teorica dell'impiego dell'aviazione, la Regia Aeronautica entrò in guerra con 25 stormi da bombardamento, ma una sola brigata d'assalto (la V, su 5º e 50º stormo) su Breda Ba.65, aerei prossimi alla radiazione, e completamente priva di aerosiluranti, nonostante l'Italia fosse una delle nazioni precursori nell'uso di questo mezzo bellico.

### Le prime forze aeree autonome

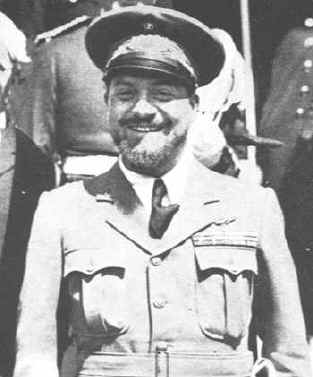
Italo Balbo con la divisa della Regia Aeronautica.

Nel periodo tra il 1920 ed il 1939 si verificarono delle consistenti evoluzioni sia nel mezzo aereo che nella organizzazione militare. Per esempio, la Regia Aeronautica dell'Italia fascista effettuò una serie di trasvolate, promosse da Italo Balbo, che esaltavano lo spirito di squadra e i voli in formazione con gli idrovolanti S.55. In Italia la costituzione della Regia Aeronautica assunse anche un significato politico, in quanto si trattava di una forza armata nuova e totalmente indipendente da Esercito e Marina, monarchici per tradizione, che doveva incarnare l'idea di futurismo come valore del fascismo. Pertanto la Regia Aeronautica perseguì a volte politiche di contrasto con le altre forze armate, anche in periodo di guerra, ed uno degli effetti dell'approccio fascista alla gestione dell'Aeronautica fu la legge che impediva alla Marina di possedere una sua aviazione, legge superata solo pochi anni addietro e che ha ostacolato a lungo il formarsi di un'Aviazione Navale Italiana.
In molti paesi l'aeronautica non esisteva come forza armata indipendente, ma l'esercito e la marina avevano i loro servizi aerei. Le unità cominciano ad essere organizzate in gruppi (nome analogo ai gruppi squadroni di cavalleria, equivalenti ai battaglioni) che riuniscono più squadriglie e stormi, che riuniscono più gruppi, equivalenti ai reggimenti. Oltre il reggimento troviamo la brigata aerea e la divisione aerea. La Luftwaffe organizza le sue divisioni in Luftflotte (flotta aerea), mentre gli statunitensi creeranno le Air Force. Anche negli Stati Uniti, comunque, l'US Army mantenne fin quando possibile il controllo dei bombardieri strategici, appartenenti all'Army Air Corps. Non tutti i paesi scelgono queste denominazioni; per esempio l'aviazione sovietica si organizza sulla base di reggimenti e brigate aeree.

### Caccia e appoggio tattico

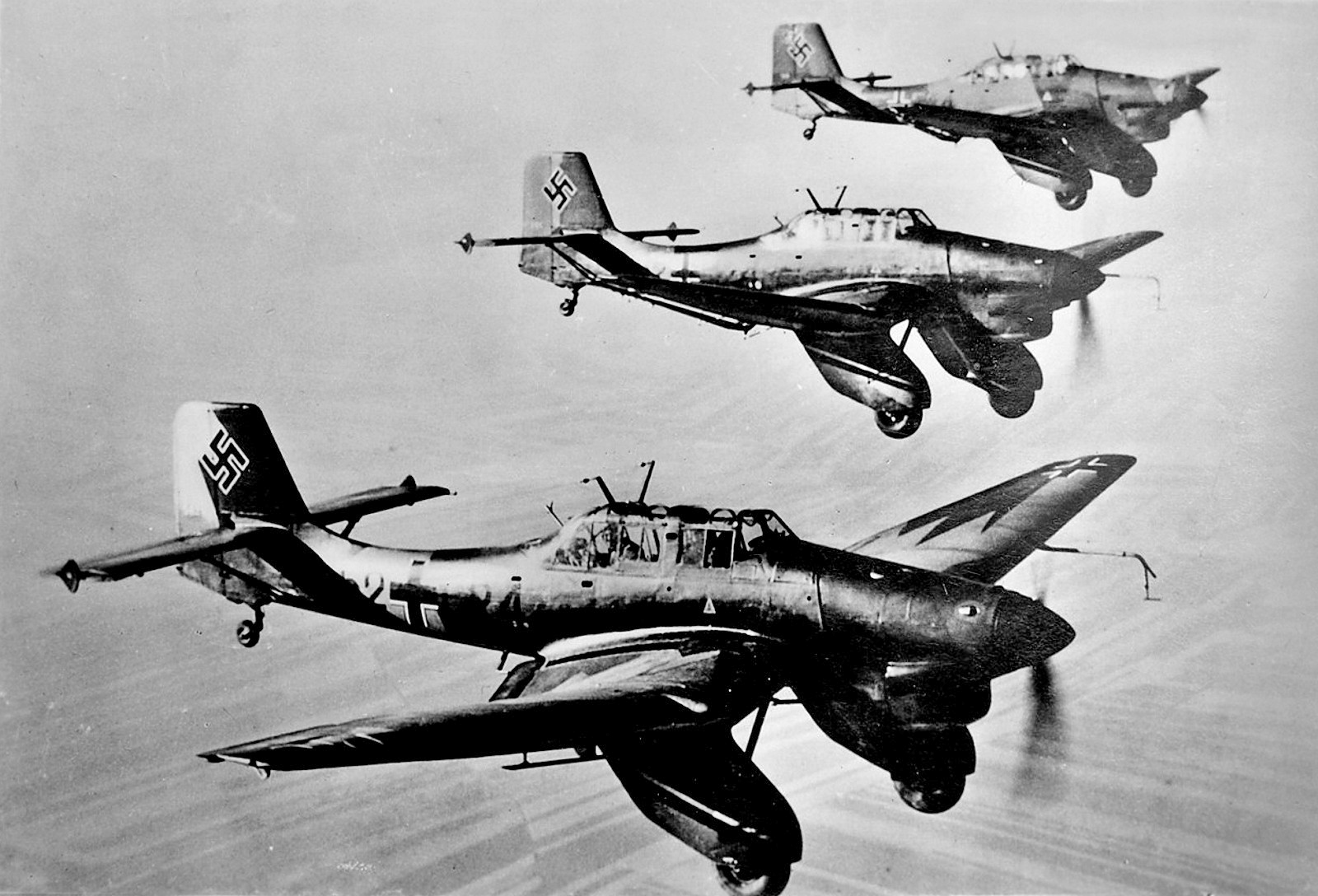
Tre bombardieri a tuffo Junkers Ju 87 A Stuka in una foto del 1938 dagli archivi dell'USAAF.

Vennero creati specifici modelli per l'appoggio tattico, sfruttando l'impostazione teorica di Mecozzi e dei suoi omologhi stranieri, differenziati dagli aerei da caccia. Mentre i caccia erano contraddistinti da elevate velocità e armi a tiro rapido e di calibro sempre più elevato, gli aerei da appoggio tattico venivano dotati di blindature e perdevano efficienza aerodinamica in favore della capacità di carico di bombe. Tuttavia, considerando che dovevano operare a bassa quota e non alle quote dei bombardieri strategici, era richiesto agli aerei di appoggio tattico di conservare una certa manovrabilità, dato che erano soggetti al tiro delle armi contraeree leggere. Un esempio era lo Junkers Ju 87 Stuka che, come strumento di guerra psicologica era dotato di una particolare sirena, la tromba di Gerico, che si azionava automaticamente durante il tuffo per terrorizzare gli eventuali serventi della contraerea.

### Ricognizione
Mentre ai primordi la ricognizione era affidata ad aerei senza equipaggiamento particolare, che avessero magari come dote peculiare la velocità, con l'andare del tempo l'evoluzione della tecnica della fotografia rese possibile dotare i mezzi aerei di fotocamere disposte in modo particolare nella fusoliera, e comandate dal pilota o da uno specialista di bordo, e di una larghissima autonomia che permettesse missioni in profondità nel territorio nemico; l'alternativa più semplice era di far sì che un membro dell'equipaggio fosse dotato di macchina fotografica e della necessaria competenza tecnica. A seconda degli obiettivi da acquisire si parlava di ricognizione strategica o di ricognizione tattica. Per l'Italia il 28 marzo 1923 con regio decreto n. 623 veniva costituita la Regia Aeronautica, che tra le sue specialità annoverava la ricognizione, con il 1º Stormo Aeroplani da Ricognizione che ne formava la pedina operativa. 

### L'ala rotante

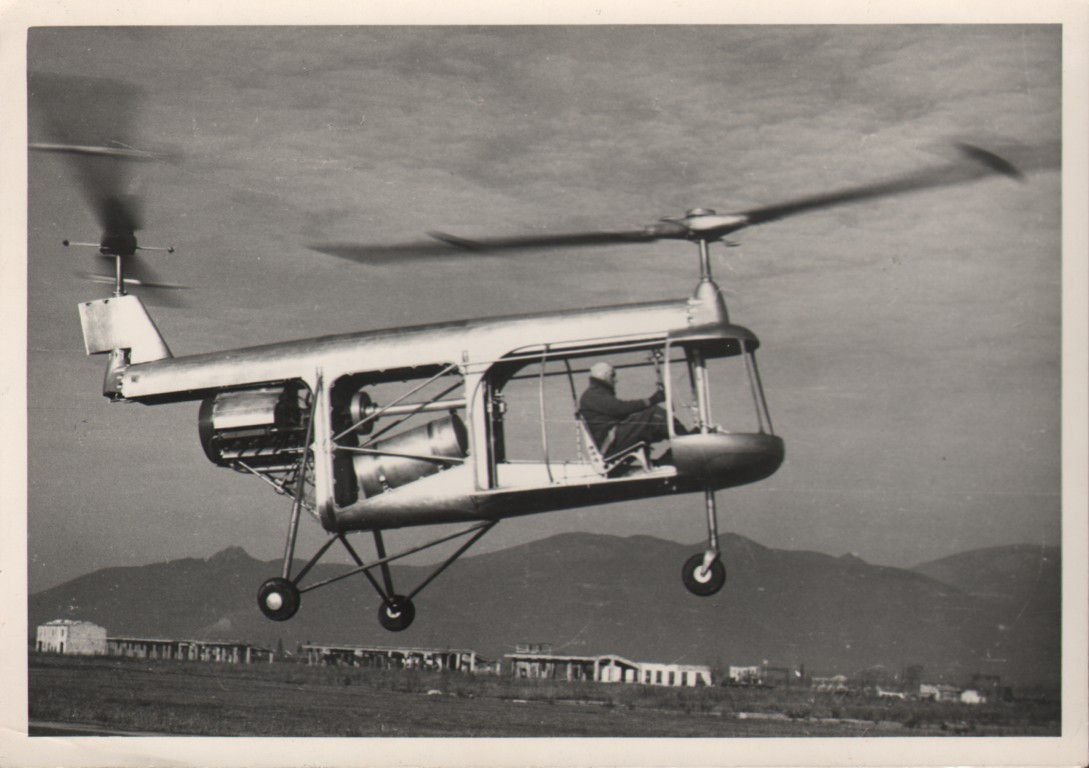
Fase di decollo del prototipo di elicottero PD4 prodotto dall'azienda Piaggio, Pontedera (PI) 05 agosto 1952. Questo elicottero era stato progettato da Corradino D'Ascanio per usi civili e militari ed era dotato di due rotori in tandem.

L'interesse delle diverse forze armate per l'ala rotante nacque a metà degli anni venti con il successo dei primi autogiri, valutati inizialmente per compiti di osservazione e direzione di tiro per l'artiglieria.
I primi esperimenti dell'impiego di elicotteri risalgono al 1930 quando Corradino D'Ascanio riuscì a far sollevare da terra, anche se inizialmente per pochi secondi, una macchina con pale controrotanti, un prototipo chiamato D'AT3 e commissionato dal Ministero dell'Aeronautica, pilotato dal maggiore pilota collaudatore Marinello Nelli; questo prototipo conquistò nell'ottobre del 1930 tre primati di altezza, distanza e durata in volo che rimarranno imbattuti per alcuni anni, ma non ebbe commesse di produzione. Il primo elicottero pronto per la produzione di serie pare sia stato il tedesco Focke-Wulf Fw 61, nel 1936, ma ovviamente, nessuno di questi modelli faceva parte di unità militari operative.

### Dirigibili ed aerostati
Al termine della prima guerra mondiale continuò lo sviluppo del dirigibile tra i paesi che li avevano impiegati nella prima guerra mondiale, con la sola esclusione della Germania per i termini del trattato di Versailles.
La crescente superiorità dell'aereo comunque limitava lo sviluppo del dirigibile al ruolo della ricognizione a lungo raggio, specialmente marittima, e lo sviluppo proseguì in modo diverso da nazione a nazione, anche tenendo conto di come si erano sviluppate le industrie nazionali.
- Il Regno Unito dismise i dirigibili flosci che costituivano gran parte della sua flotta, per concentrarsi sui grandi rigidi. Visto lo stato dell'economia britannica postbellica, alla fine anche questi investimenti militari cessarono, e l'R38 ancora in costruzione, venne venduto alla United States Navy nel 1919, segnando la fine formale dei dirigibili militari britannici
- Gli Stati Uniti d'America investirono cifre massicce per acquisire tecnologia, comprando dirigibili da Germania, Regno Unito ed Italia e sviluppando poi l'industria locale.
- Francia, Italia e Unione Sovietica continuarono con lo sviluppo a livello locale, in particolare l'Italia fu molto attiva nell'esportazione.
- Anche nazioni che non avevano impiegato dirigibili durante la prima guerra mondiale, come Argentina, Spagna e Giappone[27], nei primi anni'20 cercarono di sviluppare unità dedicate per il pattugliamento marittimo.

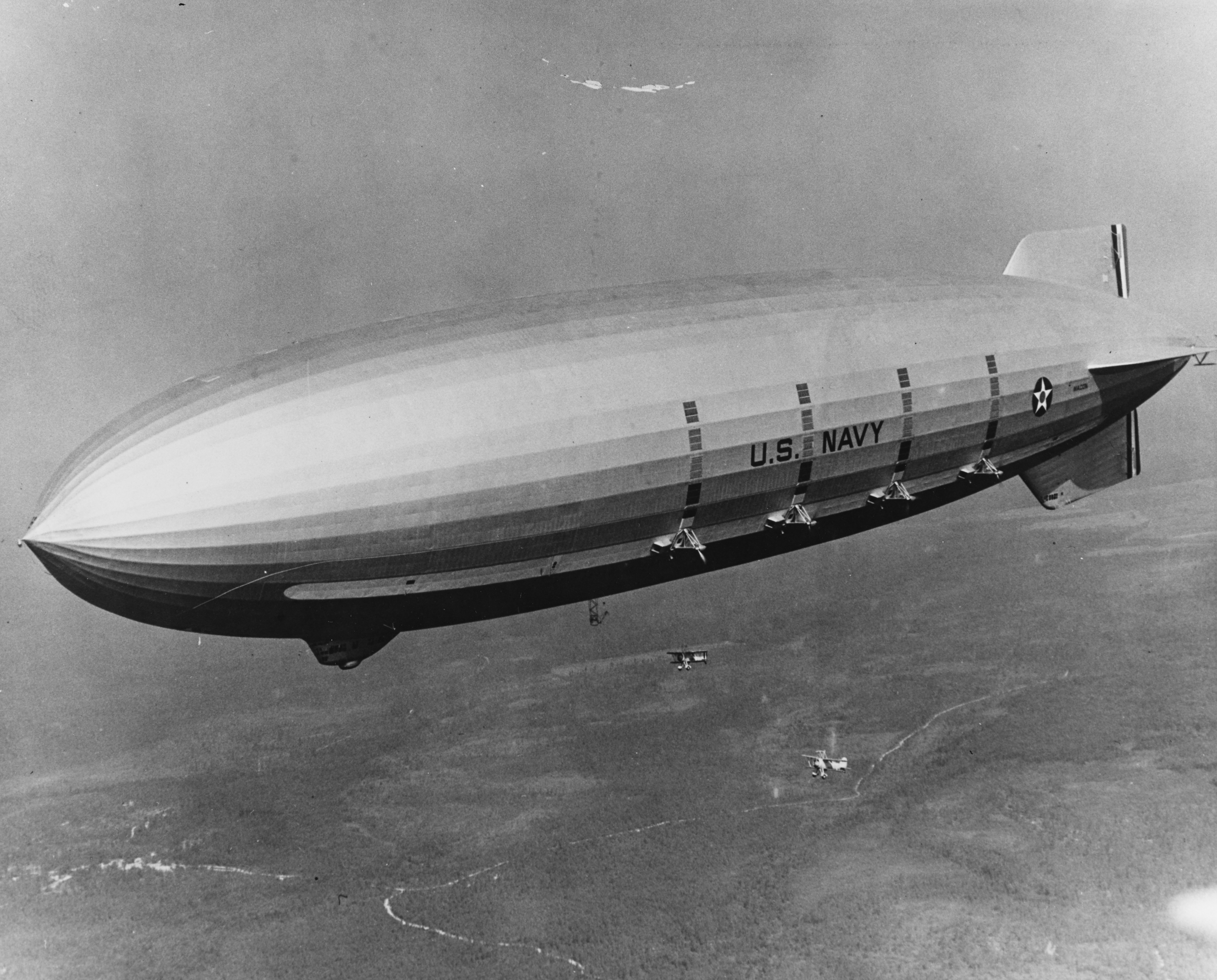
Biplani in volo intorno alla portaerei volante Macon

L'interesse a livello globale iniziò a scemare intorno alla seconda metà degli anni'20, ma fu in questi anni che vennero sperimentate le soluzioni più innovative da parte della marina statunitense, che realizzò due giganteschi rigidi dotati di una piccola squadriglia di biplani imbarcati: le portaerei volanti Akron e Macon. La perdita di entrambe le unità (nel 1933 e 1935 rispettivamente), fece cessare lo sviluppo delle aeronavi rigide, e l'US Navy si concentrò solo sui blimp della Goodyear.
Negli anni trenta le diverse forze armate iniziarono a dismettere le operazioni con i soli dirigibili, sia per l'obsolescenza delle vecchie unità, sia per la mancanza di nuovi investimenti, visto il crescente raggio d'azione degli aerei. Nel 1932 cessarono le operazioni delle aviazioni di marina argentine e giapponese. Nel 1936 quelle dell'aviazione di marina francese.
Alla vigilia della seconda guerra mondiale solo Stati ed Unione Sovietica disponevano di unità di dirigibili, e di queste solo la US Navy, era attrezzata per il pattugliamento e la scorta convogli.
Per quanto riguarda i palloni frenati, lo sviluppo si arrestò con la prima guerra mondiale, rimanendo solo l'impiego come palloni da sbarramento. La struttura dei palloni, rimaneva comunque quella dei migliori drachen in uso alla fine della prima guerra mondiale.

## La seconda guerra mondiale
Gli Stati Uniti riorganizzano il loro servizio aereo come United States Army Air Force. L'Armata Rossa ha la propria aviazione tattica, che poi diventerà la Sovetskie Voenno-vozdušnye sily, peraltro in condizioni precarie e con velivoli obsoleti, ma manca di un'aviazione strategica. Solo gli inglesi, con i loro bombardieri Vickers Wellington, hanno uno strumento strategico moderatamente efficace e una struttura unitaria di comando, il Bomber Command della RAF.

### Bombardamenti strategici

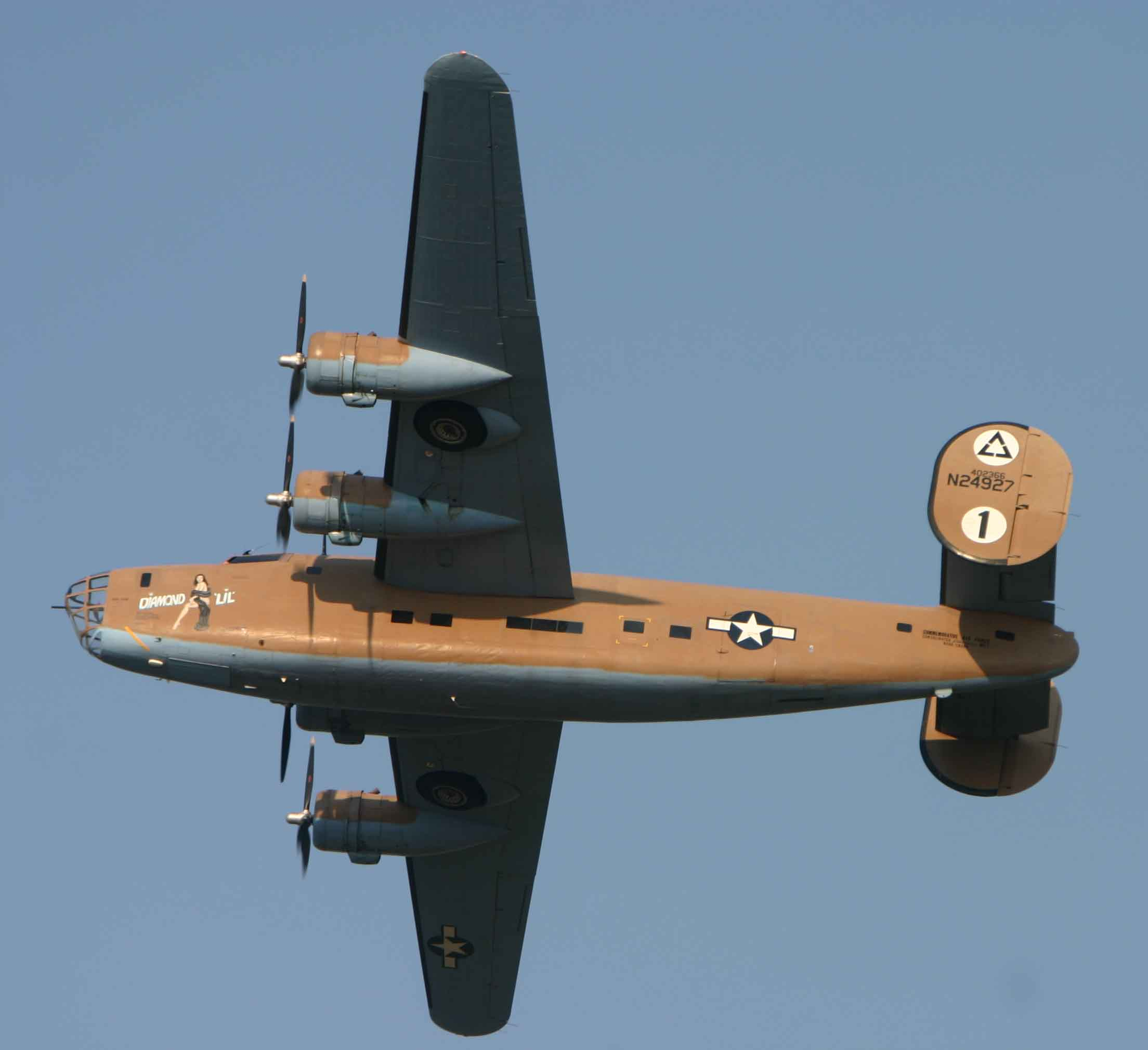
Il Consolidated B-24 Liberator Diamond Lil, restaurato ed ancora in condizioni di volo nel 2006.

I tedeschi per primi utilizzarono incursioni di massa contro città più o meno difese, a cominciare da Varsavia durante l'attacco alla Polonia del 1939. Successivamente al bombardamento di Berlino effettuato dalla RAF, i tedeschi iniziarono i bombardamenti alle città britanniche, ed in particolare Londra e Coventry. Questo spostamento di risorse su obiettivi diversi da quelli iniziali (le stazioni radar sulla costa meridionale dell'Inghilterra) nella fase preparatoria di quella che doveva essere l'operazione Seelowe, l'invasione dell'Inghilterra, portò al fallimento della Battaglia d'Inghilterra e quindi al rinvio sine die dell'invasione. Inoltre il grosso limite dell'aviazione del Reich fu quello di non disporre, per scelta, di bombardieri pesanti, affidando i compiti strategici a bombardieri medi come lo Heinkel He-111 e il Dornier Do-17, confidando in una rapida risoluzione della guerra; in realtà la Germania nazista non disporrà mai di bombardieri strategici, ed il solo quadrimotore a lungo raggio, il Focke-Wulf Fw 200 Condor, verrà impiegato nel ruolo di ricognizione ed antinave sull'Atlantico contro i convogli alleati, tanto da meritarsi il nome di flagello dell'Atlantico.
L'uso delle forze aeree per prolungate ed organizzate offensive aeree comportò la creazione del Bomber Command della RAF britannica e dello United States Strategic Air Forces statunitense (dipendente dall'USAAF), che prima si dividerà in due comandi separati, per l'Europa e il Pacifico, e poi diventerà lo Strategic Air Command con la creazione dell'USAF come forza armata indipendente, non più una branca dell'US Army come l'USAAF. Questi comandi gestirono la guerra aerea contro il potenziale produttivo bellico dell'Asse, anche attaccando obiettivi civili allo scopo di fiaccare il morale della popolazione e la sua capacità produttiva a supporto delle forze armate. In questa fase si inserisce il bombardamento di Dresda da parte dei britannici nel 1945.

### L'aerosilurante
Nel corso della seconda guerra mondiale si sviluppò una nuova specializzazione dell'aeronautica, l'aerosiluramento, questa branca prevedeva che un siluro, trasportato da un aereo, fosse sganciato da bassa quota (generalmente poche decine di metri) contro il naviglio nemico. Per questa specialità furono messi a punto aerei particolari (aerosiluranti). Questa specialità fu sviluppata particolarmente da Gran Bretagna, Giappone e Italia, mentre USA e Germania preferirono affidarsi ad aerei da bombardamento (in particolare la Germania utilizzò aerei da bombardamento che lanciavano bombe teleguidate).
I maggiori successi di questa nuova specialità furono l'affondamento delle navi da battaglia italiane a Taranto, il siluramento della Bismarck e l'azione giapponese contro Pearl Harbor.

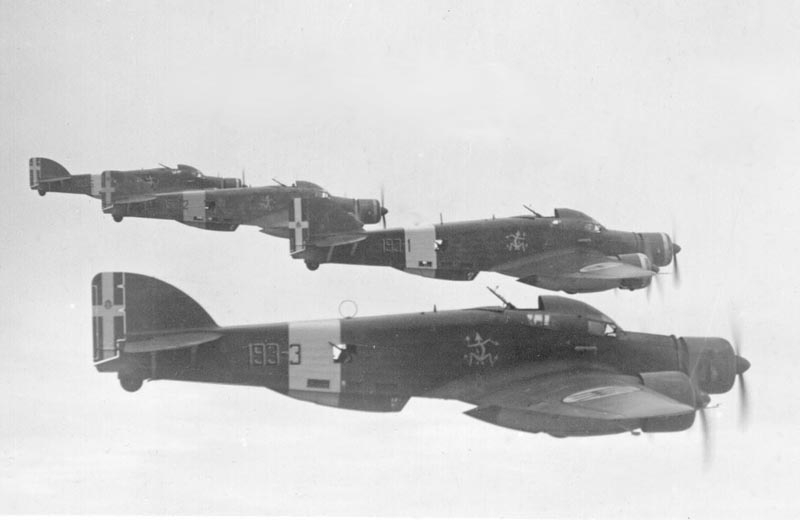
Gli S.M.79 della 193ª Squadriglia Bombardamento Terrestre sul cielo di Malta nel 1941.

Anche gli aerosiluranti italiani colsero svariati successi, anche se questi non influirono in alcun modo sulle sorti del conflitto. Il Savoia-Marchetti S.M.79 Sparviero (detto "gobbo maledetto"), trimotore sottodimensionato per il bombardamento terrestre, venne utilizzato in configurazione di aerosilurante a lungo raggio, potendo portare due siluri. Nel luglio 1940 venne costituito il Reparto Speciale Aerosiluranti, con personale di volo della Regia Aeronautica ed esperti di armi navali della Regia Marina. Nelle mani di piloti come Carlo Faggioni e Carlo Emanuele Buscaglia, le varie squadriglie operative affondarono centinaia di migliaia di tonnellate di naviglio nemico.
Dopo la seconda guerra mondiale, con l'aumento delle capacità antiaeree delle navi e la comparsa dei missili guidati, la specialità è praticamente scomparsa, ed i siluri vengono utilizzati soltanto dagli elicotteri e dagli aerei specializzati (come il Lockheed P3 Orion, il Breguet 1150 Atlantic, il BAe Nimrod e l'Ilyushin Il-38 May) nella lotta contro i sommergibili, per la capacità del siluro di immersione in profondità non eguagliata dai missili.

### Ricognizione strategica
Poco prima dello scoppio della guerra iniziarono ad essere immessi in servizio velivoli costruiti appositamente per la ricognizione fotografica; un esempio fu il de Havilland Mosquito che nella sua versione PR Mk I fu il primo modello del Mosquito entrato in servizio, con motori Merlin 21/23 da 1480 hp, 3 fotocamere verticali e una obliqua. Furono costruiti 10 esemplari in tutto, a partire dal giugno 1941 e venne impiegato in servizio operativo dal settembre dello stesso anno. In Italia la specialità era rappresentata da idrovolanti come i CANT e aerei terrestri come l'S.79, mentre i tedeschi avevano aerei speciali come il Focke-Wulf Fw 189 e versioni speciali dei Dornier Do-17 con fusoliera pressurizzata per missioni ad altissima quota, in modo da non essere raggiungibili facilmente dai caccia avversari.

### I missili e i razzi

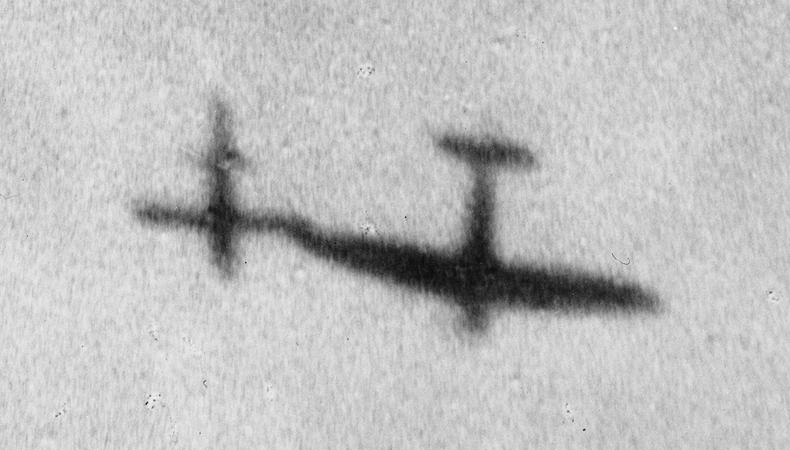
Un Supermarine Spitfire azzarda una manovra di intercettazione e si accosta a una bomba volante V-1 tedesca per rovesciarla con l'ala, in una famosa foto scattata sopra la Gran Bretagna.

Il primo uso bellico dei missili, non guidati ma con sistemi di stabilizzazione giroscopica, fu quello da parte tedesca delle V1 e V2, le Vergeltungswaffen (armi di rappresaglia) contro la Gran Bretagna. Questi missili, creati da Wernher von Braun nel centro ricerche di Peenemünde, furono lanciati in quantità contro la Gran Bretagna, dimostrandosi alla lunga più efficaci dal punto di vista dei danni al morale e alla popolazione civile dei bombardamenti aerei, colpendo l'Inghilterra con un'efficacia notevole ed immobilizzando considerevoli risorse in termini di unità aeree e di contraerea. Ciò avvenne fino a quando l'azione degli aerei da caccia sempre più veloci e l'avanzata alleata in Europa con conseguente conquista delle basi di lancio non ne rese impossibile l'utilizzo. Queste armi furono la base per i moderni missili balistici usati dapprima dai due blocchi (NATO e Patto di Varsavia) che beneficiarono della documentazione e dei tecnici tedeschi acquisiti con l'occupazione della Germania, e via via creati anche da altri paesi dotati attualmente di armi nucleari, come Israele, India, Pakistan, Cina e altri che, come l'Iran e la Corea del Nord stanno effettuando sperimentazioni in materia.

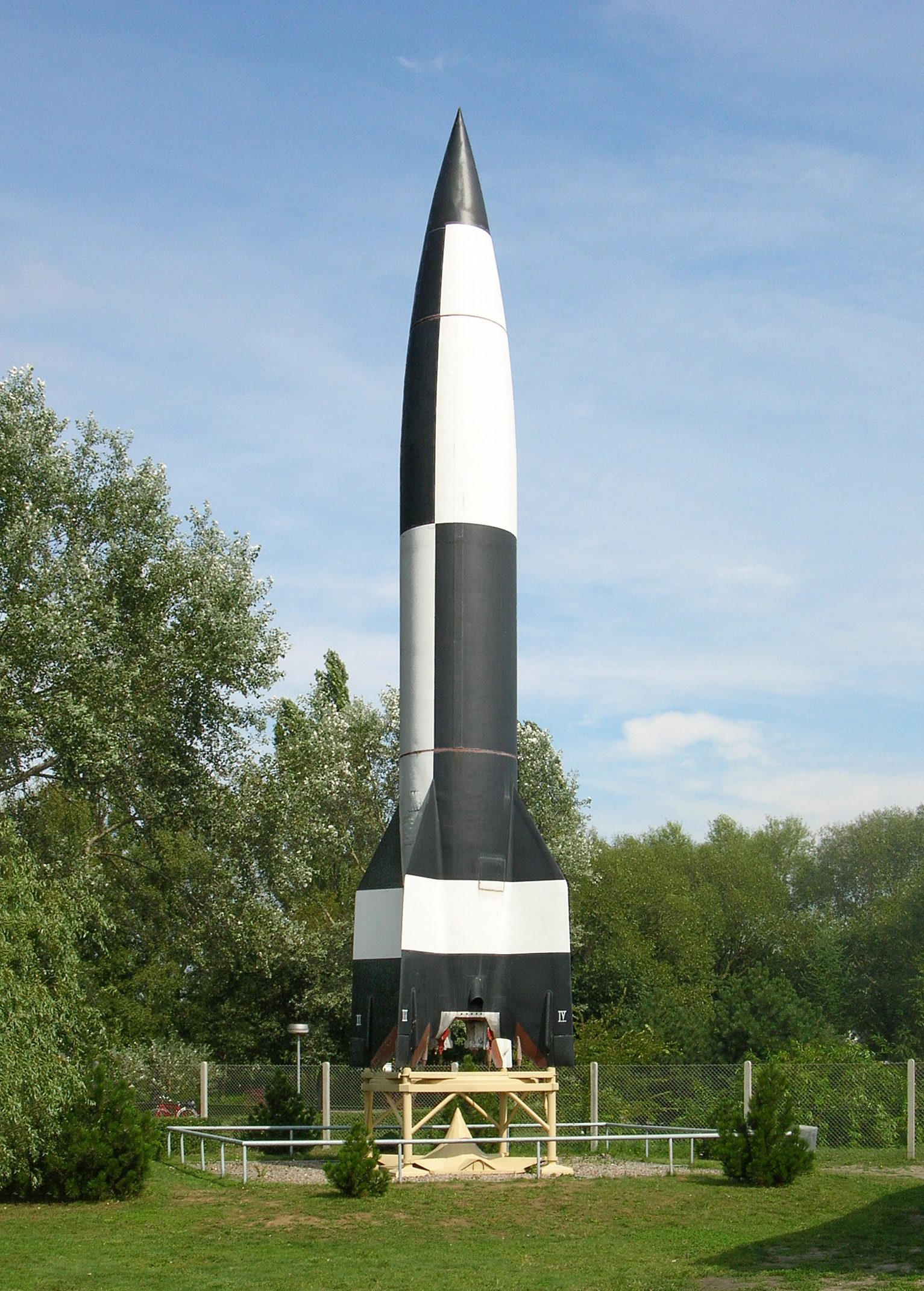
Un esemplare di V2 esposto al museo di Peenemünde, che fu centro di ricerca per la progettazione e costruzione di queste armi.

### Gli elicotteri
Il secondo conflitto mondiale vide un limitato impiego di mezzi ad ala rotante. L'aviazione di marina giapponese utilizzò degli autogiri Kayaba Ka-1 imbarcati per compiti di ricognizione ed anti-sommergibile, armati anche di bombe di profondità. La Royal Air Force britannica impiegò autogiri Avro 671 Rota per la calibrazione dei radar.
La Kriegsmarine impiegò a bordo degli U-Boot un aliante ad ala rotante, il Focke Achgelis Fa 330.
Per quanto riguarda gli elicotteri, il primo modello militare impiegato attivamente fu invece il Flettner Fl 282 'Kolibri', usato dalla marina militare germanica durante la seconda guerra mondiale come velivolo per la ricognizione da imbarcare a bordo delle navi di scorta ai convogli, ed inquadrato in unità di volo. Un limitato impiego operativo lo ebbe anche l'elicottero birotore da trasporto Focke-Achgelis Fa 223 Drache. Sul fronte alleato il primo ed unico elicottero operativo, a partire dal 1944 fu il Sikorsky R-4.

### Il più leggero dell'aria

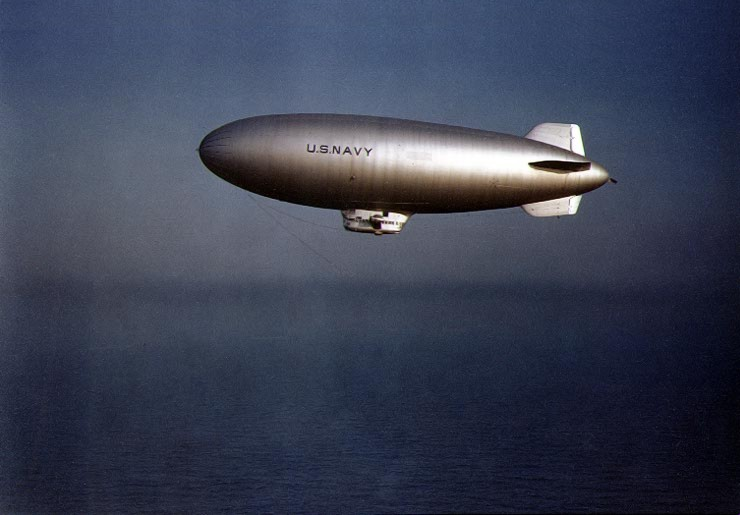
Un blimp classe K della US Navy durante la seconda guerra mondiale

La seconda guerra mondiale vide un impiego di secondo piano ma piuttosto variegato del più leggero dell'aria nelle sue diverse declinazioni.
Il principale utilizzatore di dirigibili, e l'unico su scala operativa, fu la United States Navy che lo impiegò per il pattugliamento antisommergibile e la scorta convogli. Ruolo ed evoluzione del tutto analoga a quella della marina britannica nella prima guerra mondiale. L'US Navy passò dai circa 10 dirigibili disponibili all'inizio della guerra, ai 150 la United States Navy prima della resa del Giappone. Delle 80000 navi dai dirigibili scortate nessuna fu perduta per mano nemica, questi contribuirono a danneggiare 3 U-Boot tedeschi e solo un'unità venne perduta in azione. L'uso fu su ampia scala: oceano Pacifico, Atlantico settentrionale e meridionale, e Mar Mediterraneo.
L'Unione Sovietica utilizzò durante la guerra due, tre dirigibili per compiti di trasporto, specialmente per il trasporto di idrogeno utilizzato per rifornire palloni di sbarramento.
Menzione d'onore spetta all'LZ 130 Graf Zeppelin II, che effettuò un volo di radiomisure per raccogliere informazioni sul Chain home radar, il sistema di radar britannici sulla manica, tra il 2 ed il 4 agosto 1939. Sebbene ciò accadesse prima dello scoppio della guerra e sebbene l'esperimento non permise di determinare le caratteristiche del sistema britannico, lo zeppelin si trovò così tra i pionieri della guerra elettronica, oltre che del bombardamento e del trasporto strategico.
L'ultimo impiego offensivo del più leggero dell'aria avvenne nel corso della seconda guerra mondiale, da parte della Gran Bretagna e del Giappone. La Gran Bretagna, a partire dal 20 marzo 1942 fino al 4 settembre 1944, lanciò 99142 palloni aerostatici (operazione Outward), in parte trasportanti sostanze incendiarie (53543) ed in parte forniti di cavi conduttori per provocare cortocircuiti nelle linee elettriche dell'Europa occupata dai tedeschi (45599). Il risultato più eclatante fu ottenuto il 12 luglio 1942, quando un pallone colpì una linea a 110 kV in prossimità di Lipsia, il mancato intervento degli interruttori di sicurezza provocò l'incendio e quindi la distruzione della centrale elettrica di Bohlen, con danni valutati per un milione di sterline (valutazione 1945), il costo totale dell'operazione Outward venne valutato in 220000 sterline.

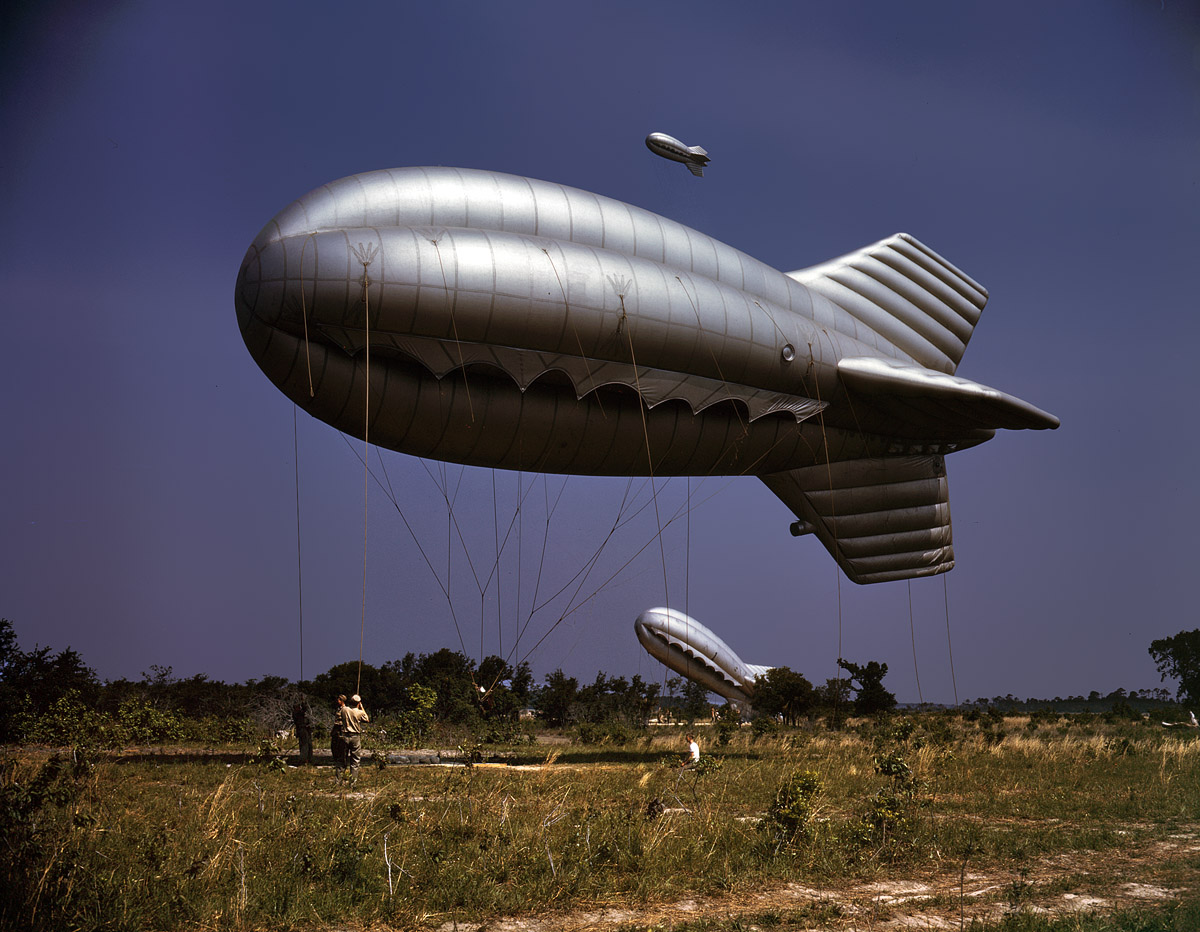
Palloni da sbarramento in fase di gonfiaggio.

Il Giappone tentò, sfruttando le correnti in quota (jet stream), di far arrivare sugli Stati Uniti palloni aerostatici che trasportavano cariche esplosive ed incendiarie (operazione Fungo). Il carico bellico tipico era dato da 4 bombe incendiare "tipo B" (5 kg) e una bomba antiuomo "tipo C" (15 kg). Il 3 novembre 1944 venne lanciato il primo pallone, con circa 6000 palloni lanciati fino all'aprile 1945 (dopo la primavera il jet stream inverte la direzione, quindi dopo maggio non vennero più lanciati palloni). I risultati furono praticamente nulli sul piano militare, mentre furono sensibili sul piano delle risorse impegnate dagli Stati Uniti per contrastare la minaccia, risorse che comunque pesarono sensibilmente meno sul bilancio bellico statunitense che sul magro bilancio giapponese.

## La guerra fredda

### Gli elicotteri

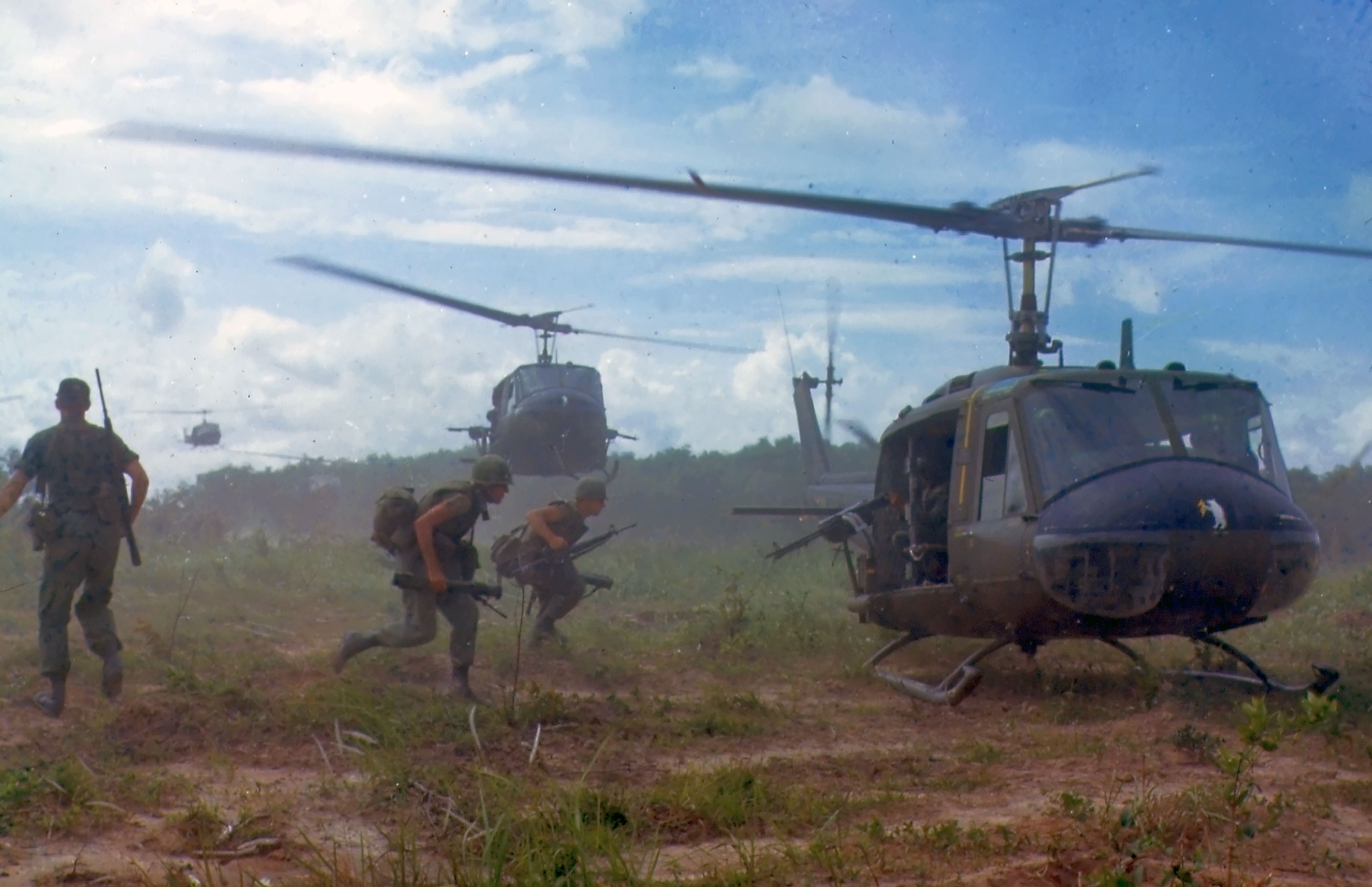
Elicotteri UH-1D in Vietnam nel 1966 durante un'operazione.

Durante la guerra fredda, molte basi vennero chiuse e riattivate a seconda delle necessità operative, e molte unità vennero disciolte, riconvertite o ricostituite in base anche alle innovazioni nella linea di volo. L'esempio più eclatante si ebbe durante la guerra del Vietnam quando la 1ª divisione di cavalleria statunitense divenne elitrasportata, passando dai blindati agli elicotteri Bell UH-1 Iroquis, e realizzando degli elisbarchi dietro le linee nordvietnamite. In effetti il primo uso tattico degli elisbarchi spetta ai francesi durante il conflitto algerino del 1956-62.

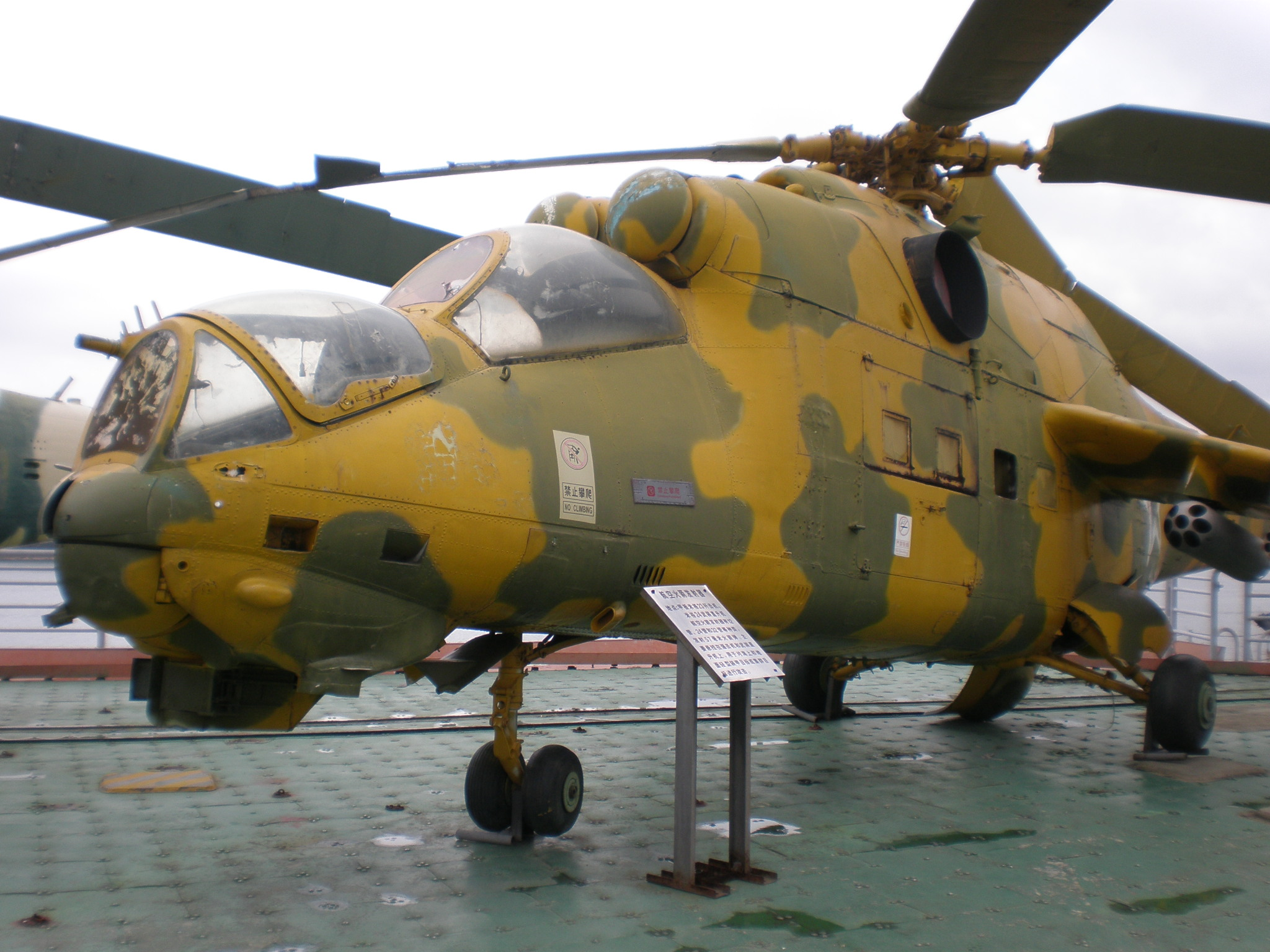
Un Mil Mi-24 in un museo aeronautico ucraino.

Ma gli elicotteri non vennero utilizzati solo come trasporti truppe; dopo vari esperimenti vennero perfezionate le cosiddette "cannoniere volanti" (gunship), il cui primo esempio fu lo statunitense AH-1 Cobra, sviluppato dalla meccanica dello Huey, cui risposero i sovietici Mil Mi-24 Hind, con concezioni opposte di impiego. I russi con lo Hind potevano trasportare otto soldati in una specie di blindato volante con elevata potenza di fuoco, ma meno manovrabile e più esposto della controparte occidentale, con i soli piloti a bordo e sagome snelle.

### I missili
Durante la guerra fredda assunse sempre maggiore importanza l'uso di missili, sia per quanto riguarda l'impiego strategico e tattico, sia nei ruoli specifici antinave ed antiaereo. L'unico caso in cui questi reparti hanno assunto il ruolo di forza armata autonoma ed indipendente è quello sovietico, con la fondazione delle Rakétnye vojská strategíčeskogo naznačénija, Forze Missilistiche Strategiche nel 1956. Analogamente l'organizzazione militare sovietica e poi russa, ha portato alla formazione delle Kosmičeskie Vojska Rossii, Forze Spaziali Militari, nel 1982.

### I bombardieri strategici

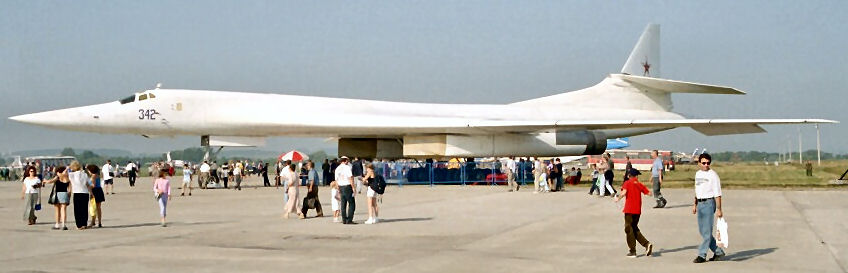
Il Tupolev Tu-160 Blackjack, bombardiere strategico russo

In effetti, la struttura delle forze aeree delle nazioni più avanzate subì varie riorganizzazioni; le forze aeree dell'Unione Sovietica, gestite dalla VV-S, erano distinte per ruolo di impiego, dalla Frontovaja Aviatsija di prima linea all'aviazione strategica (Dal'naja Aviacija) e alla difesa aerea nazionale, la Protivo-Vozdushnoj Oborony (PVO). Il comando caccia (IAP-VO, Istrebitel'naja Aviacija P-VO) era parte della P-VO, ed era composto da eskadrilii, squadriglie, di 12 apparecchi (generalmente nove o dieci monoposto e tre o due biposto per l'addestramento operativo). Tre squadriglie costituiscono un reggimento, polk, e tre o più reggimenti una divisione, divisiya, l'unità principale. La Frontovaja Aviatsija era invece suddivisa in 15 sottocomandi, o forze aeree dato che erano stabilite in diversi paesi come Germania Est o Ungheria, suddivisi a loro volta in corpi, di solito tre o quattro, formati da due o tre divisioni. Ogni divisione era formata da un certo numero di unità a seconda del ruolo: 40 caccia o 35 bombardieri leggeri o 32 aerei da trasporto leggeri o 36 aerei da trasporto medi o 30 ricognitori oppure 36 elicotteri.

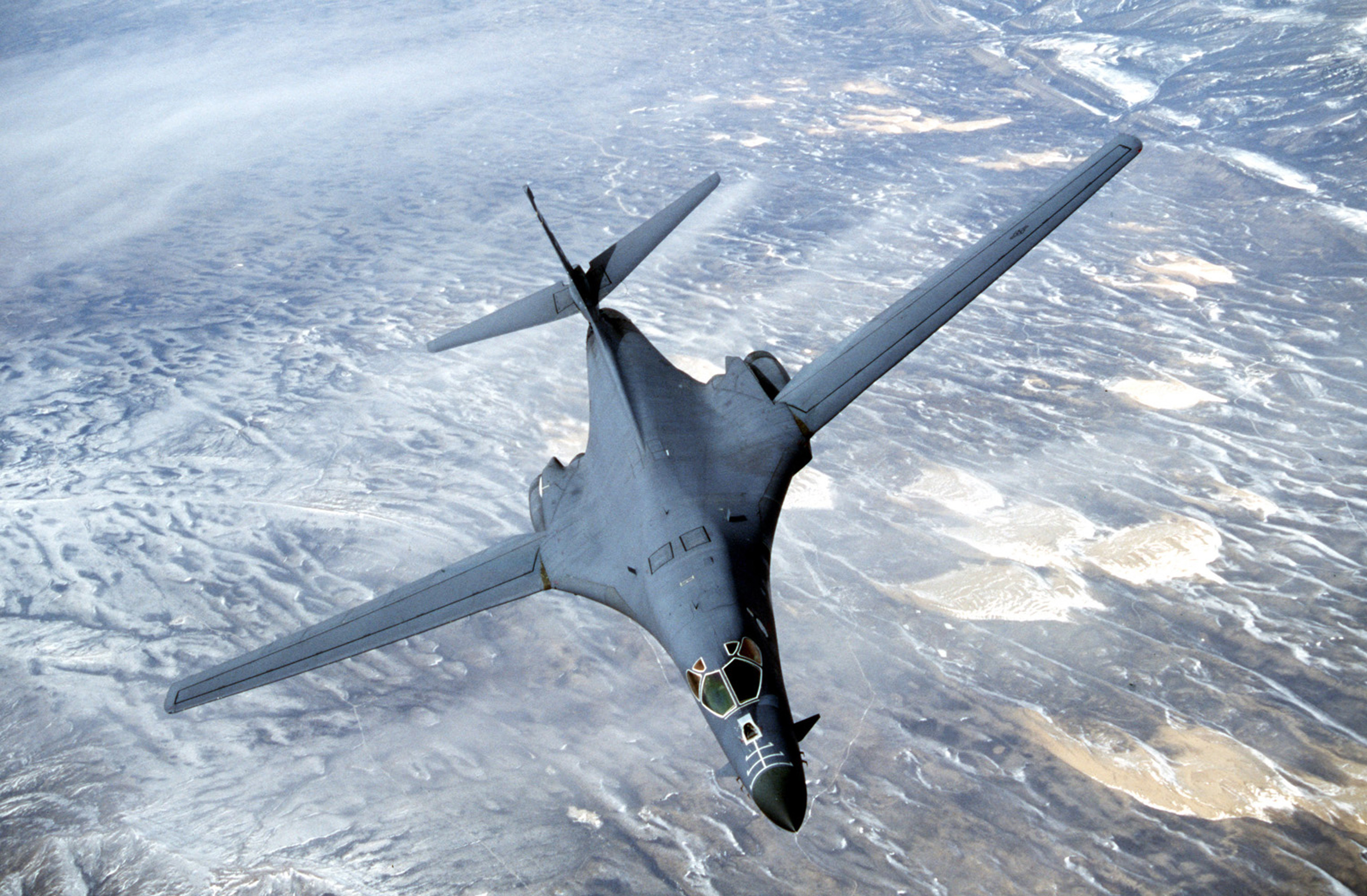
Il Rockwell B-1 Lancer, sua controparte statunitense

Analogamente, l'aeronautica degli Stati Uniti aveva il Fighter Command (comando caccia) dal quale dipendevano anche le forze aviotattiche (cacciabombardieri), il comando bombardieri strategici (SAC, Strategic Air Command) cui facevano capo sia i bombardieri che i missili intercontinentali, il comando trasporti (MAC - Military Airlift Command), oltre alle forze aeree dipendenti direttamente dalle altre forze armate, come l'aviazione di marina, quella dei marines, i mezzi ad ala rotante ed ala fissa dell'esercito e della guardia costiera.

### Intercettori teleguidati
Con l'utilizzo sempre più diffuso dei missili superficie-aria, molti paesi crearono unità specializzate nell'uso di questi missili; l'attribuzione di queste unità ad esercito o aeronautica variava da paese a paese, a volte sovrapponendosi, in quanto lo stesso tipo di missile poteva essere montato in postazione fissa a difesa di siti come aeroporti, sili missilistici o impianti radar e gestito dall'aviazione, o posto su rampe mobili, con radar di direzione tiro ugualmente mobili, a difesa di colonne mobili, comandi sul campo o in prossimità della linea del fronte a difesa dello spazio aereo sul campo di battaglia. L'Italia dall'inizio degli anni sessanta ha avuto i Nike Hercules in linea con l'Aeronautica Militare con 3 Stormi IT (Intercettori teleguidati), che negli anni novanta erano ridotti a 2: il 16º di Treviso e il 17º di Padova, appartenenti alla 1ª brigata aerea. Essi avevano il compito della difesa del Nord-Est e nel tempo ricevettero un totale di 96 rampe di lancio e, si stima, 500-700 missili.

### Il più leggero dell'aria

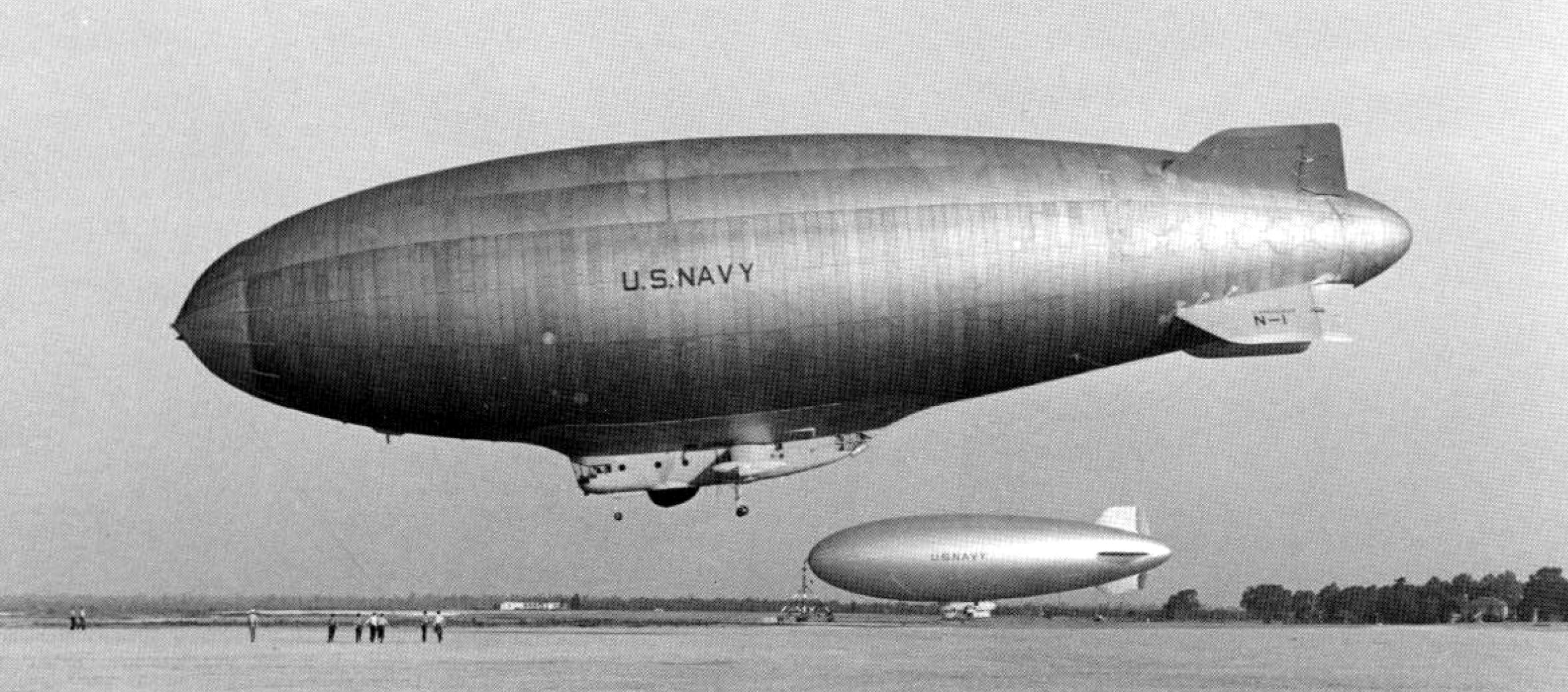
L'N-1, poi ZPG-1, primo esemplare dell'ultima serie di dirigibili operativi dell'US Navy.

Al termine della seconda guerra mondiale la United States Navy rimaneva l'unica forza armata ad avere un impiego significativo dei dirigibili. Sebbene il numero delle unità operative fosse drasticamente diminuito al termine del conflitto, lo sviluppo di dirigibili continuò per tutti gli anni cinquanta. L'ultima classe sviluppata, la N, era utilizzata per pattugliamento d'altura Antisom e picchetti radar per colmare la copertura Airborne Early Warning. L'ultimo sviluppo della classe fu lo ZPG-3W, il più grande dirigibile non rigido mai costruito, che volò nel 1958. L'impiego di questi mezzi continuò fino 1962.
L'Unione Sovietica che aveva impiegato dirigibili durante la seconda guerra mondiale, terminò le operazioni nel 1950.

## Periodo contemporaneo

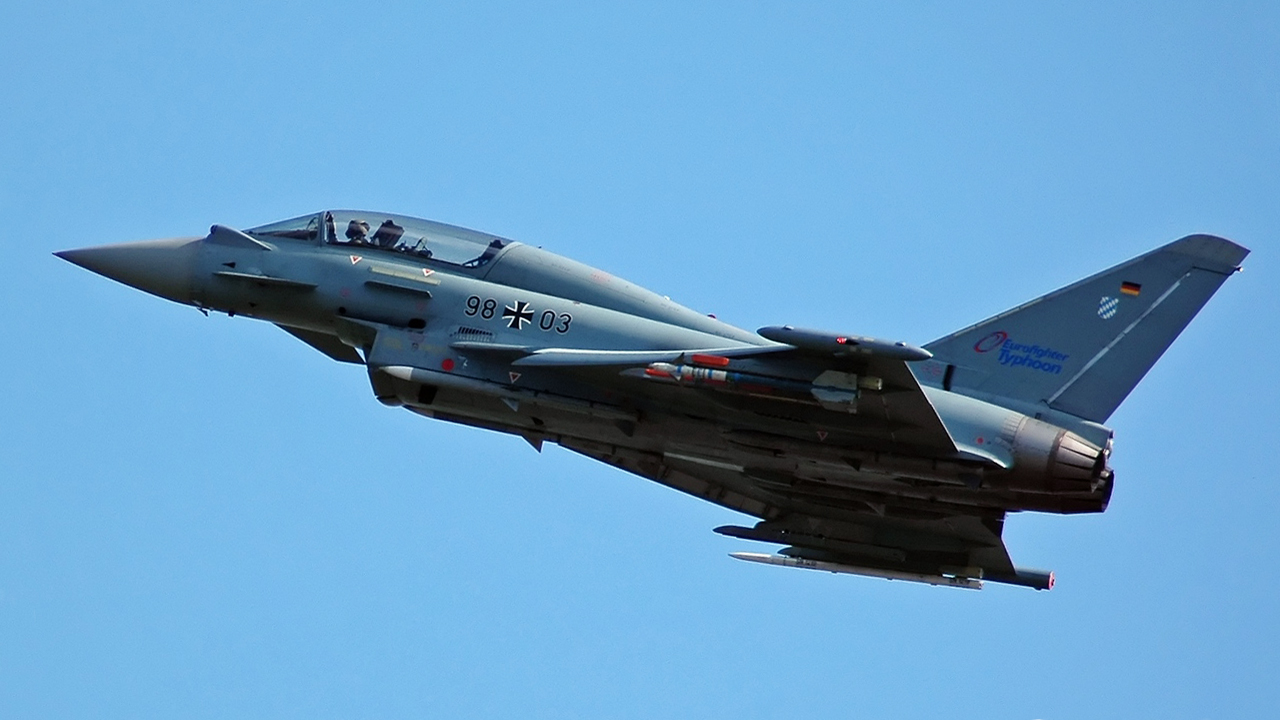
Un Eurofighter Typhoon biposto con i colori della Luftwaffe.

Dopo la fine della guerra fredda, la diminuzione delle risorse finanziarie ha comportato la riduzione o cancellazione di molti programmi relativi a nuovi mezzi aerei, lo scioglimento di molti reparti operativi e la chiusura di altrettante basi. Quindi i reparti esistenti sono stati riconfigurati in modo da sfruttare i mezzi in tutti i ruoli possibili. Per esempio sulle portaerei statunitensi, il ruolo ricoperto dagli F-14, che alla fine della loro carriera erano stati modificati per effettuare anche bombardamenti di precisione e ricognizioni con un pod aggiuntivo (TARPS), è stato occupato dall'ultima versione dell'F/A-18, con l'equipaggio ridotto ad un solo uomo e in grado di usare missili aria-aria a media gittata così come missili aria-superficie, bombe intelligenti (guidate) o stupide (non guidate).
In Europa vengono prodotti come caccia multiruolo l'Eurofighter Typhoon prodotto da un consorzio multinazionale, il Saab JAS-39 Gripen svedese e il MiG-29 russo. La caratteristica del velivolo svedese è che deve essere in grado di ricoprire un'ampia gamma di missioni, ma la cui manutenzione deve essere assicurata da squadre composte prevalentemente da personale di leva, e quindi essere estremamente semplificata.
Con la caduta del muro di Berlino e la dissoluzione del Patto di Varsavia, insieme al crollo economico dell'ex URSS, le forze aeree russe sono state notevolmente ridimensionate in termini numerici, anche se in termini qualitativi diversi mezzi tra quelli a disposizione rimangono notevoli.

### Gli aerei teleguidati

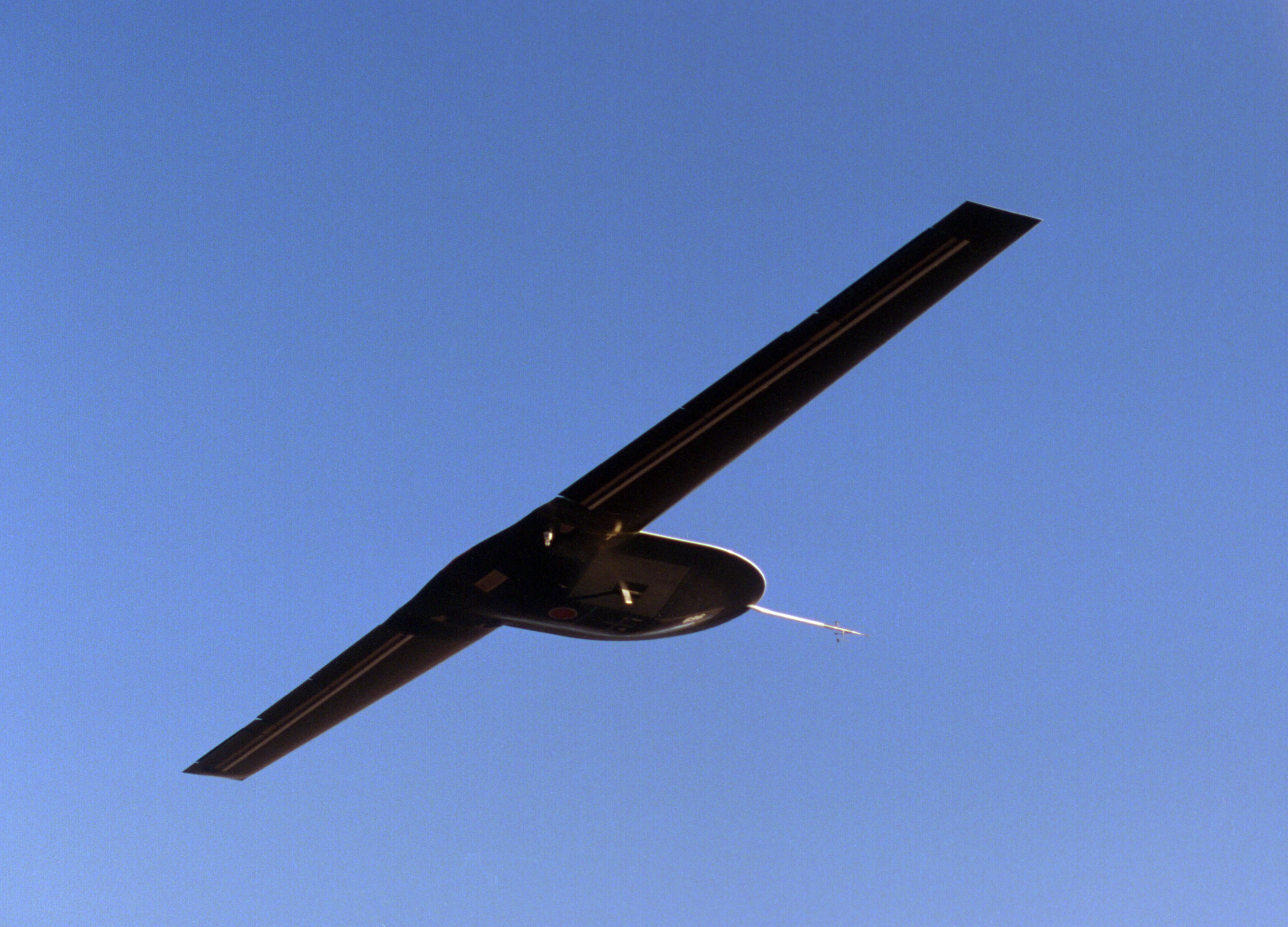
Un esemplare di DarkStar Tier III Minus in volo.

Grande sviluppo si è avuto nell'utilizzo di aerei teleguidati, o UAV (Unmanned Aerial Vehicles), dei quali è stata vista l'utilità sia nella ricognizione tattica, per dirigere il tiro dell'artiglieria o lo spostamento delle unità sul terreno, quindi alle dipendenze dell'aviazione tattica o delle unità di volo dell'esercito, sia nella ricognizione strategica, potendo stare in volo per svariate ore anche sul territorio nemico, in quanto possiedono una ridotta segnatura radar ed infrarossa; tra i primi esponenti di questa categoria gli israeliani Mastiff, i cui requisiti iniziali sono stati redatti durante la guerra del Kippur del 1973 e che sono stati usati anche dalle corazzate della classe Iowa e gli americani RQ-3 DarkStar, il cui progetto è iniziato nel marzo 1996 e prematuramente terminato nel gennaio 1999 per le scarse prestazioni, ma di cui pare che sia ripreso come progetto "nero" nel 2003. In questo caso, le unità di volo venivano raggruppate attorno a degli specialisti di missione che lanciavano il velivolo, affidandolo poi ad un centro di controllo dove i piloti dirigevano il velivolo stesso secondo le indicazioni del comando, magari asservite ad altri strumenti di guerra elettronica come i radar volanti AWACS E-3 Sentry o JSTARS J-8 statunitensi.
Allo stato attuale gli esponenti di punta della categoria sono il MQ-9 Reaper (originariamente RQ-9 Predator B); in Italia l'Alenia realizza il Falco.

Esiste anche un convertiplano teleguidato, il Bell Boeing TR918 Eagle Eye, in servizio sulle navi della Guardia Costiera degli Stati Uniti (US Coast Guard).

### Le unità aeree moderne

#### Le unità aeree NATO
| unità aeree in Italia | comandante     | USAF                     | Royal Air Force e Commonwealth | Armée de l'air e Canada | Luftwaffe  |
| --------------------- | -------------- | ------------------------ | ------------------------------ | ----------------------- | ---------- |
| squadra aerea         | gen. squadra   | Numbered Air Force       |                                |                         |            |
| divisione aerea       | gen. divisione |                          | group                          | division aérienne       | division   |
| brigata aerea         | gen. brigata   | combat wing organization |                                | brigade aérienne        | brigade    |
| stormo                | colonnello     | wing                     |                                | escadre                 | geschwader |
| gruppo                | ten.colonnello | group                    | wing                           | groupe                  | gruppe     |
|                       | maggiore       | squadron                 | squadron                       | escadron                | staffel    |
| squadriglia           | capitano       | flight                   | flight                         | escadrille              |            |
| sezione               | tenente        | section                  | section                        | patrouille              |            |

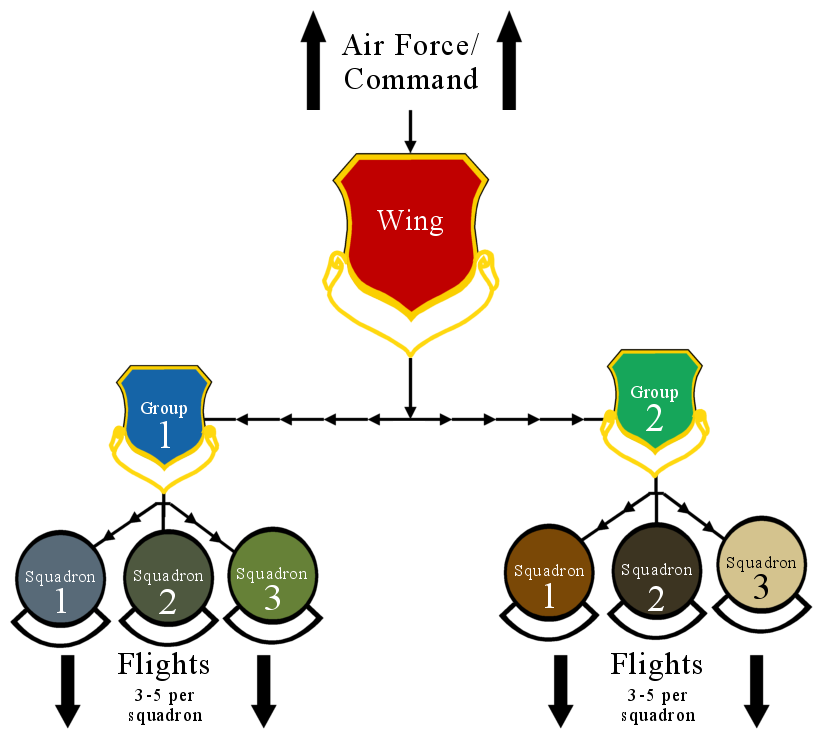
Organigramma di un tipico wing della U.S. Air Force.

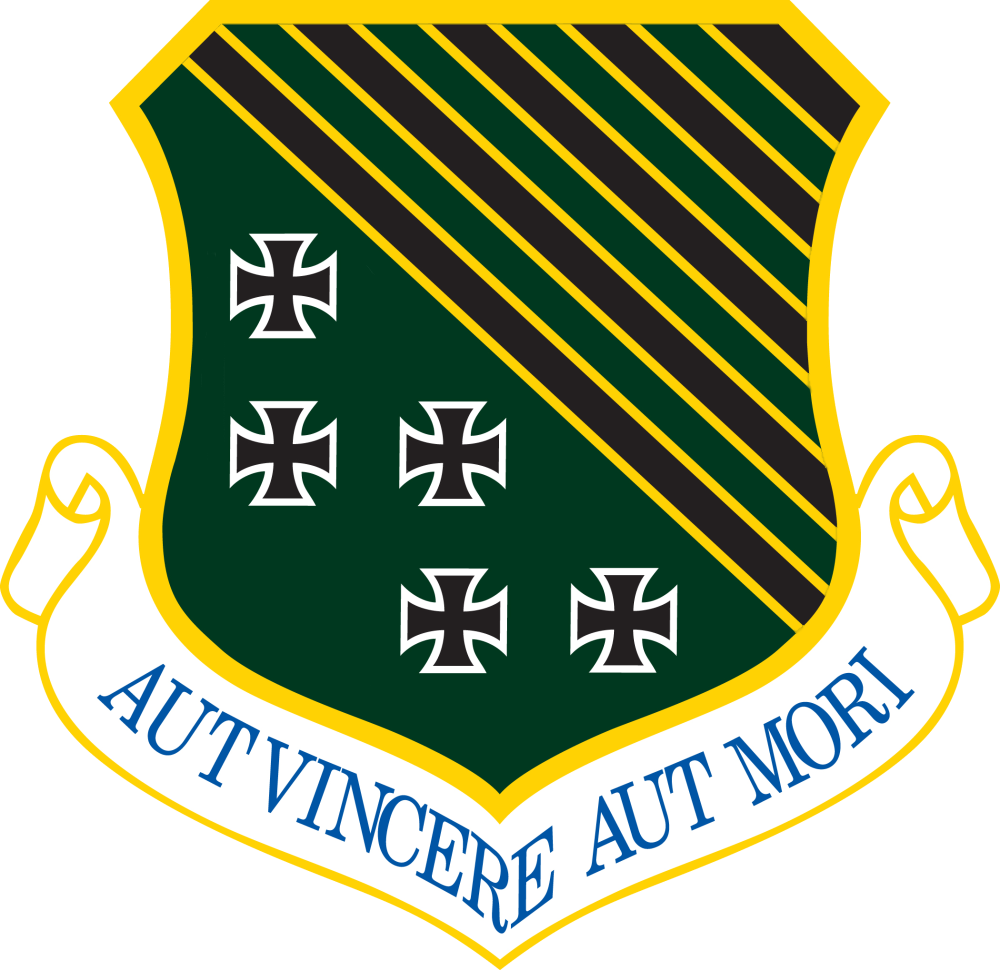
Emblema del 1st Fighter Wing dell'USAF. Lo stormo, attualmente basato su aerei da caccia F-15 e F-22, riporta cinque Eisernes Kreuz a ricordo di cinque campagne della prima guerra mondiale.

La suddivisione gerarchica tra unità nelle forze aeree moderne occidentali, e simile a quelle delle forze terrestri e navali, pur adottando nomi specifici. Esistono però alcune differenze tra le forze aeree delle varie nazioni.
coppia
è la unità elementare di volo nelle aeronautiche militari (in inglese: "two ship"). È costituita da un capo coppia o "leader" e un gregario o "wingman" e viene impiegata per tutti i compiti operativi di base come intercettazione, ricognizione e addestramento. Due coppie costituiscono un "pacchetto" o "volo" (in inglese: "four ship") e mantengono la suddivisione a due a due degli aeromobili. Il più alto in grado di queste formazioni, prende il nome di "leader" del pacchetto. La teoria alla base dell'impiego di aerei a coppie, venne messa a punto per la prima volta da Günther Lützow nel corso della guerra civile spagnola dove divenne un asso combattendo con quella che sarebbe in seguito divenuta la Luftwaffe. Lützow creò formazioni a coppie (Rotten) che potevano aggregarsi creando gli Schwarm formazioni di 4-6 aerei da caccia operanti a due a due. Dopo il suo ritorno dalla Spagna, un altro asso dell'aviazione tedesca Werner Mölders definì ulteriormente la teoria dell'impiego di base degli aerei da caccia a coppie. La dottrina venne adottata in seguito dalle altre aeronautiche militari, a cominciare dalla Royal Air Force che la impiegò nella battaglia di Inghilterra.
sezione
nelle aeronautiche occidentali è l'unità amministrativa di base ed è composta da tre aerei e dal personale di terra di supporto. Viene assegnata alla responsabilità di un tenente.
squadriglia
in Italia è mediamente costituita da tre sezioni (9 aerei) e posta sotto il comando di un capitano. Il termine NATO equivalente più comune è "flight" ("escadrille" in francese), solitamente meno consistente dell'equivalente italiano.
L'uso del termine "flight" per descrivere un'unità elementare di velivoli (in genere quattro agli inizi della storia dell'aeronautica) risale al 1912. Winston Churchill sosteneva di aver inventato il termine mentre stava imparando a volare nei ranghi della embrionale sezione aerea della Royal Navy. È stato anche ipotizzato che il termine fosse stato creato dal Committee of Imperial Defence, incaricato di riformare le forze armate britanniche dopo la seconda guerra boera.
squadrone
unità aerea intermedia. Non esiste in Italia un equivalente perfettamente sovrapponibile, mentre per le nazioni anglosassoni prende il nome di "squadron", "escadron" per le forze aeree che adottano la lingua francese, "staffel" per la Luftwaffe. La consistenza di questa unità varia dai 12/16 velivoli per la Royal Air Force, ai 12/20 per l'Armée de l'air francese fino ai 24 aerei per l'U.S. Air Force. Nella RAF il comando è assegnato ad uno squadron leader, grado equivalente a maggiore in altre forze armate. Uno squadron tipicamente è costituito da tre o quattro flight.
gruppo
in Italia è costituito da due o tre squadriglie (20 aerei) appartenenti alla stessa specializzazione (caccia, bombardamento, ricognizione o altri). È comandato da un tenente colonnello pilota. La costituzione è simile negli Stati Uniti ("group") e in Francia ("escadron"), ma per la RAF e le nazioni del Commonwealth, il group è un'unità aerea molto più grande alle dipendenze di un "Air Vice-Marshal", equivalente a un generale di divisione.
stormo
in Italia è l'unità aerea basata su di un aeroporto ed è quindi la suddivisione principale della organizzazione operativa periferica della forza armata. Costituito normalmente da due gruppi volo (più raramente da uno), comprende in sé tutte le unità logistiche di supporto necessarie per le operazioni di una base aerea. Il comandante è un colonnello pilota. Similmente, le altre nazioni fanno corrispondere reparti simili noti come "wing" (USAF), "geschwader" (Luftwaffe), "escadre" (Canadian Forces Air Command). Anche in questo caso il termine "wing" usato dalla RAF e nel Commonwealth ha significato diverso, perché corrisponde al "gruppo" o "squadron" nelle altre forze aeree occidentali, quindi un'unità molto più piccola.
brigata aerea
in Italia è una grande unità costituita presso una base, nel caso la complessità logistica e la dotazione di velivoli risulti sensibilmente superiore a quella di uno stormo. Ne è un esempio la 46ª Brigata Aerea di Pisa, responsabile di tutto il trasporto aereo militare italiano. Il comandante è un generale di brigata aerea. Nelle altre nazioni NATO è una definizione non impiegata e si preferisce mantenere la denominazione di stormo ("wing") anche per le unità molto grandi, ma operanti da un'unica base, sia pure sotto il comando di un generale.
squadra aerea
è un raggruppamento di brigate e stormi aerei e rappresenta la più grande aggregazione organizzativa operativa possibile, seconda solo all'intera forza armata. Nell'U.S. Air Force viene chiamata Numbered Air Force e nell'attuale organizzazione riformata nel 2004 e 2005, ha perso ogni valenza tattica per assumere solo ruoli strategici, come per esempio la responsabilità delle operazioni aeree su una delle suddivisioni del territorio nazionale degli Stati Uniti. Normalmente la grande unità viene posta alle dipendenze di un generale di squadra aerea (tre stelle).

#### L'aviazione ex-sovietica
L'Aeronautica Militare Russa e quelle dei paesi influenzati dalle dottrine ex-sovietiche, a differenza di quanto accade in occidente, mantiene ancora il livello divisionale. La necessità di razionalizzare e ridurre drasticamente i costi, ha portato l'Aeronautica Russa ad avere importanti riorganizzazioni nel 1998 e successivamente nel 2002, sia per la fusione con la difesa antiaerea (la PVO), una volta forza armata separata, sia per l'abolizione dell'indipendenza della aviazione strategica e della componente aerea e da trasporto dell'esercito, in precedenza dotate di vasta autonomia. Attualmente, negli organigrammi, tutte queste forze un tempo indipendenti, sono state riunite assieme ai reparti delle preesistenti specializzazioni dell'aeronautica, andando a costituire le armate aeree (армия traslitterato armija) poste alle dipendenze di un tenente generale. La Federazione Russa ha suddiviso il proprio impegno strategico e il territorio nazionale tra 8 armate aeree principali, eredi delle tradizioni di grandi unità simili costituite durante la seconda guerra mondiale. A similitudine di quanto accadeva nel periodo bellico, le armate sono suddivise in divisioni aeree (авиадивизия - aviadivizija) che raggruppano 4 o più reggimenti aerei (авиаполк - aviapolk) di specialità omogenee. I reggimenti sono gli equivalenti degli stormi occidentali e sono caratterizzati nell'Aeronautica Militare Russa per avere sede su di un'unica base e, di norma, per essere equipaggiati con un solo tipo di aereo.
Una struttura tipo di armata aerea russa moderna è:
- 4ª Armata aerea - Rostov sul Don

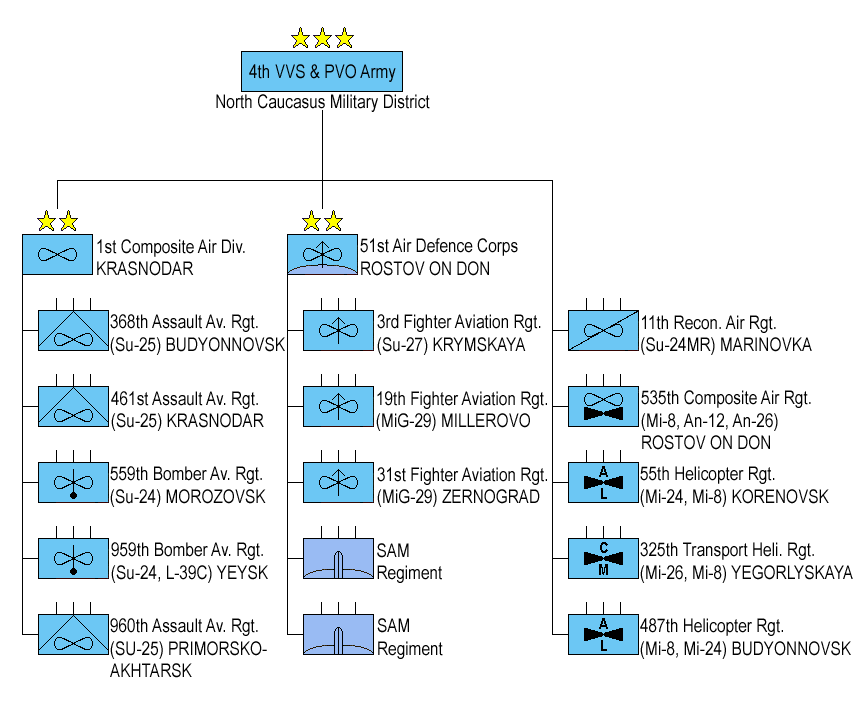
Struttura della 4ª Armata Aerea

  - 1ª Divisione Aerea Mista - Krasnodar
    - 559º Reggimento aereo bombardamento - Morozovsk - Su-24;
    - 959º Reggimento aereo bombardamento - Ejsk - Su-24 e L-39C;
    - 368º Reggimento aereo d'assalto - Budënnovsk - Su-25;
    - 461º Reggimento aereo d'assalto - Krasnodar - Su-25;
    - 960º Reggimento aereo d'assalto - Primorsko-Achtarsk - Su-25;

  - 51º Corpo Difesa Aerea - Rostov sul Don
    - 3º Reggimento aereo caccia - Krymskaja - Su-27;
    - 19º Reggimento aereo caccia - Millerovo - MiG-29;
    - 31º Reggimento aereo caccia - Zernograd - MiG-29;
    - Vari reggimenti missili antiaerei

  - 11º Reggimento aereo da ricognizione - Marinovka - Su-24MR;
  - 535º Reggimento aereo autonomo misto - Rostov sul Don - Mi-8, An-12 e An-26;
  - ex componente aerea dell'esercito
    - 55º Reggimento autonomo elicotteri - Korenovsk - Mi-24, Mi-8;
    - 325º Reggimento autonomo elicotteri da trasporto e combattimento - Yegorlyskaya - Mi-26, Mi-8;
    - 487º Reggimento autonomo elicotteri per il controllo del teatro delle operazioni - Budënnovsk - Mi-8, Mi-24;

I reggimenti aerei sono suddivisi in squadriglie di aviazione (авиационная эскадрилья - aviacionnaja ėskadril'ja) in modo analogo alle aviazioni NATO.

#### L'aviazione della Cina popolare
Anche nella Zhongguo Renmin Jiefangjun Kongjun, internazionalmente nota come PLAAF - People's Liberation Army Air Force, cioè la componente aerea dell'Esercito Popolare di Liberazione della Cina, è presente il livello divisionale. La forza armata è strutturata in 7 regioni militari: Pechino, Chengdu capitale della provincia cinese del Sichuan, Guangzhou capoluogo della provincia del Guangdong, Jinan capoluogo della provincia Shandong, Lanzhou capoluogo della provincia del Gansu, Nanchino capoluogo della provincia di Jiangsu e Shenyang capoluogo della provincia del Liaoning. A capo delle regioni militari vi è un tenente generale, ma per le regioni principali vi è un generale. Le regioni si compongono di divisioni aeree (feixing shi) che comprendono due o tre reggimenti aerei (feixing tuan) a loro volta suddivisi in gruppi (feixing dadui) e squadroni (feixing zhongdui). Le divisioni aeree non sono unità specializzate, ma possono comprendere insieme unità da caccia, bombardamento o attacco, mentre sono i reggimenti aerei le più grandi unità con singola specializzazione.